# BMW Motorrad

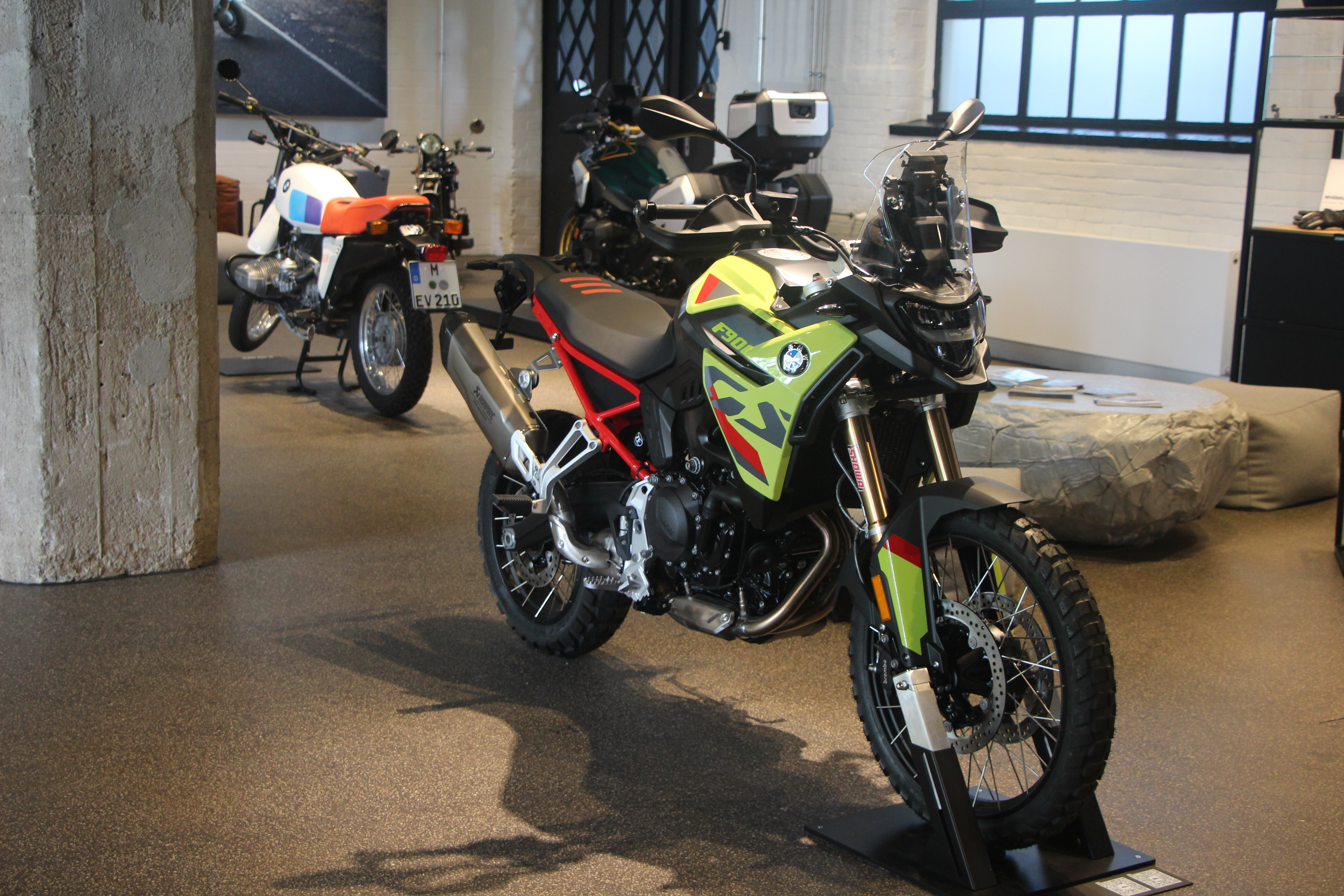
BMW Motorrad Welt, Innenraum, hinten die BMW R 80 G/S der 1980er Jahre

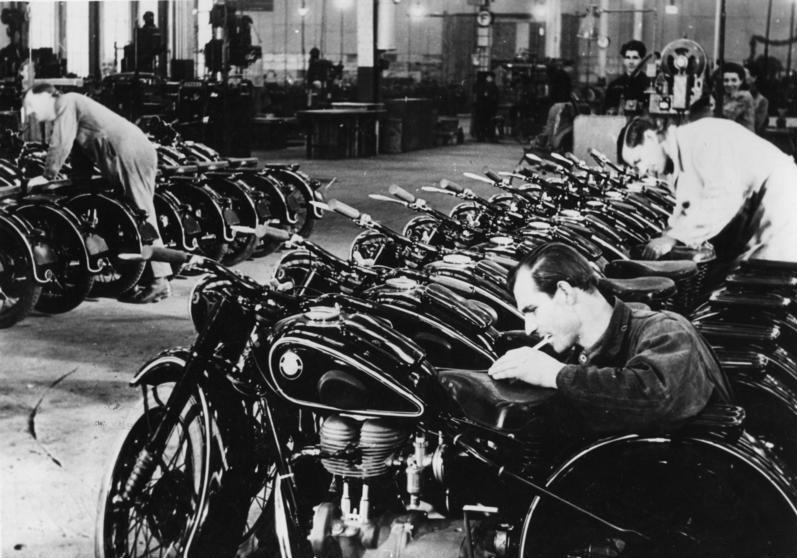
BMW-Fabrik, 1948

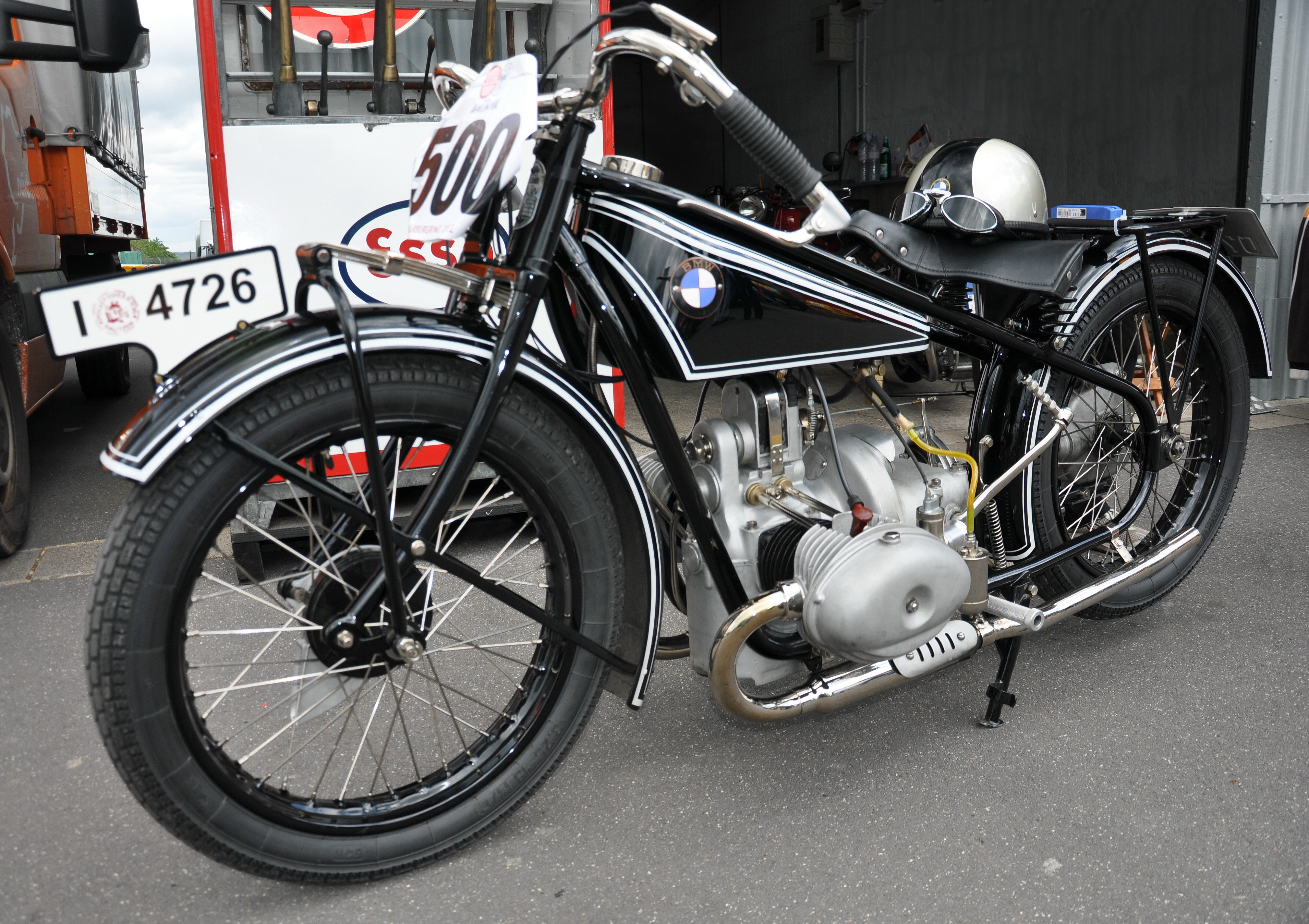
BMW R 47

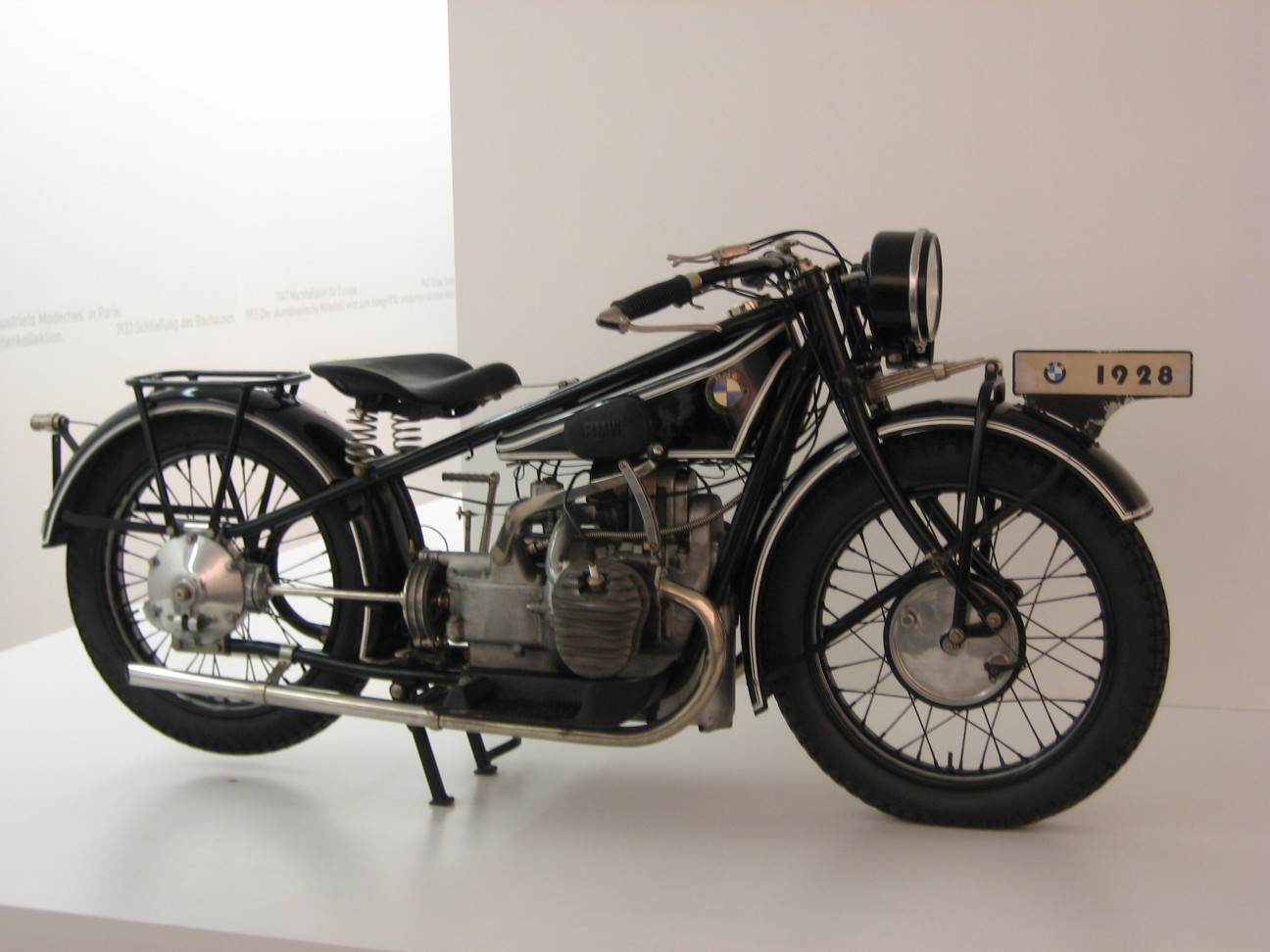
BMW R 52 (1928–1929)

BMW Motorrad ist eine Marke des Fahrzeug- und Motorenherstellers BMW für das Marktsegment Motorräder. Das Unternehmen wurde am 7. März 1916 als Bayerische Flugzeugwerke (BFW) in München gegründet und konzentrierte sich ursprünglich auf die Herstellung von Flugmotoren. Am 21. Juli 1917 wurde das Unternehmen dann in Bayerische Motoren Werke GmbH umbenannt, 1918 erfolgte die Umfirmierung zur Bayerische Motoren Werke Aktiengesellschaft. Seit 1923 stellt das Unternehmen auch Motorräder her. 1928 kam die Automobilherstellung hinzu. Heute trägt das Segment Motorräder rund 2 % zum Umsatz und Ergebnis des Unternehmens bei.
BMW ist der letzte Großserienhersteller hubraumstarker Motorräder in Deutschland und einer der umsatzstärksten in Europa. Zum 1. Januar 2025 waren in Deutschland 650.864 BMW-Krafträder zugelassen, was einem Anteil von 12,9 Prozent entspricht. Der Marktanteil in Deutschland lag Ende 2021 mit einigem Abstand vor Honda und KTM bei 23,1 Prozent. Im weltweiten Maßstab nach Zahl der verkauften Maschinen kam BMW ähnlich Ducati und Triumph Motorcycles 2021 nicht unter die ersten zehn.
Zum 100-jährigen Jubiläum von BMW Motorrad im September 2023 eröffnete BMW im Beisein des damaligen Bundeskanzlers Olaf Scholz die BMW Motorrad Welt am Motorradwerk in Berlin-Spandau. Die Ausstellung aktueller Maschinen mit 1000 m² Fläche befindet sich in einem historischen Backsteingebäude. Dort besteht auch die Möglichkeit, an einer Werkführung in das unmittelbar angrenzende Motorradwerk teilzunehmen.

## Geschichte

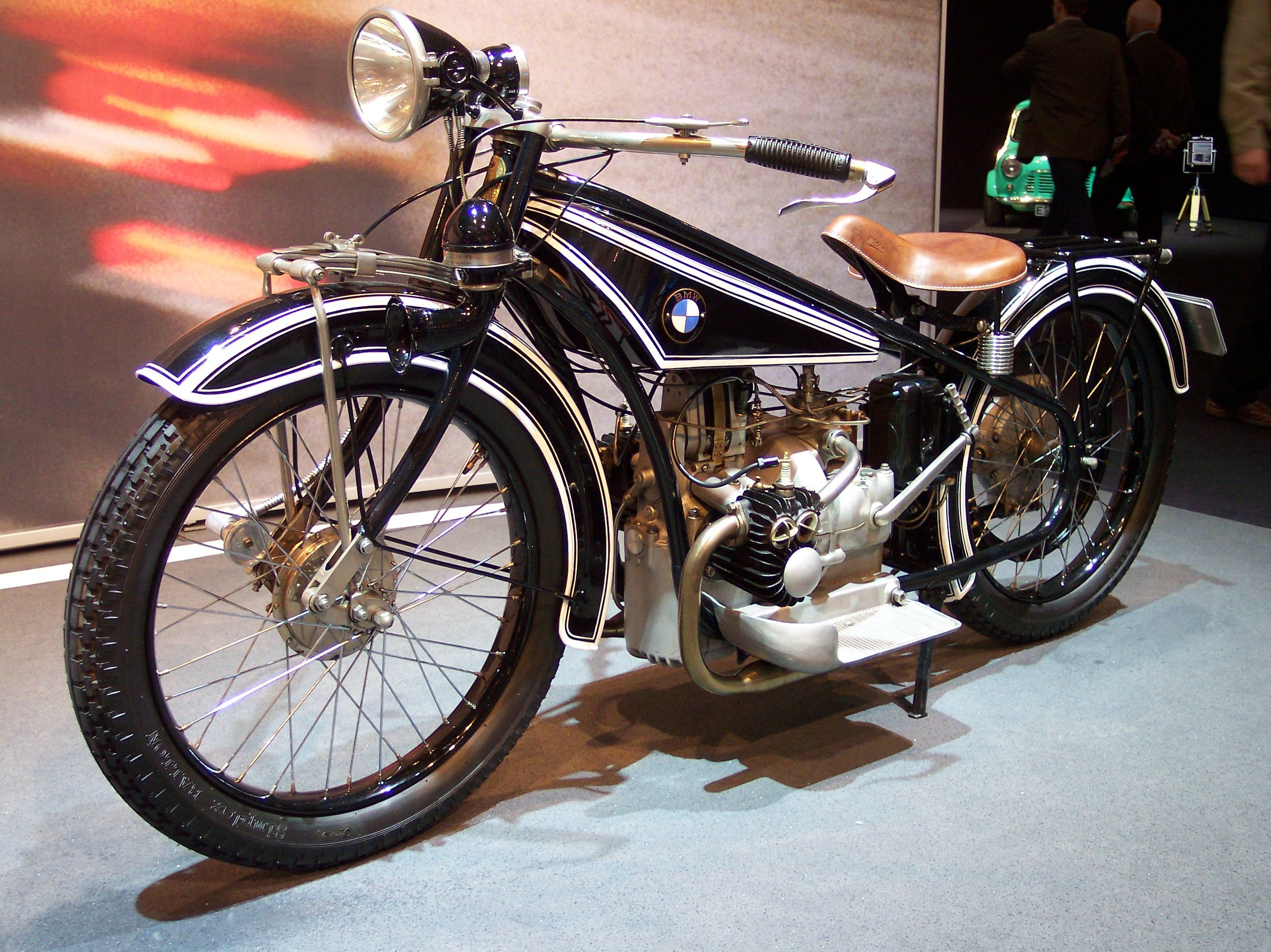
BMW R 32 mit Zweizylinderboxermotor (1923–1926)

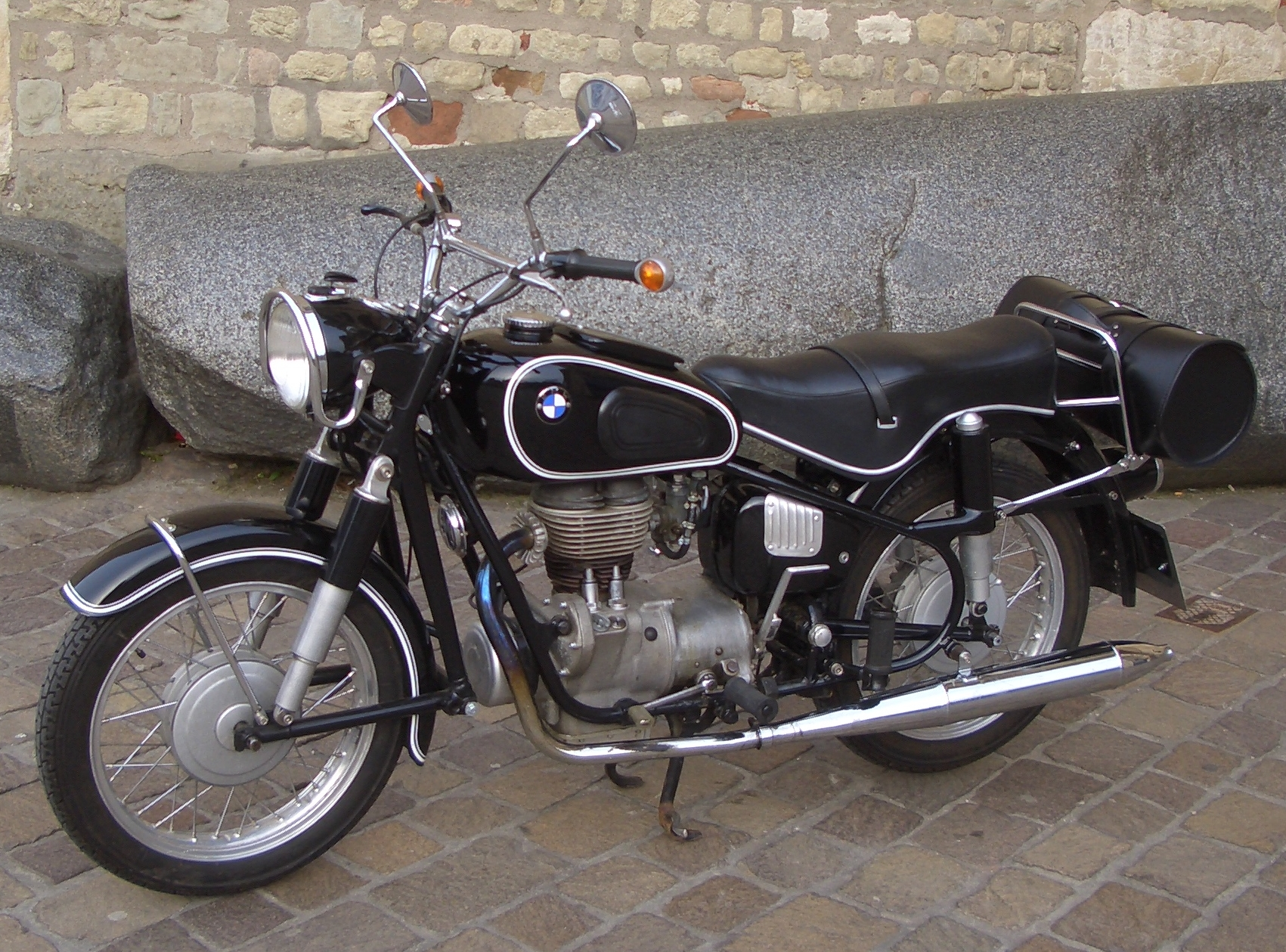
BMW R 26 (1955–1960)

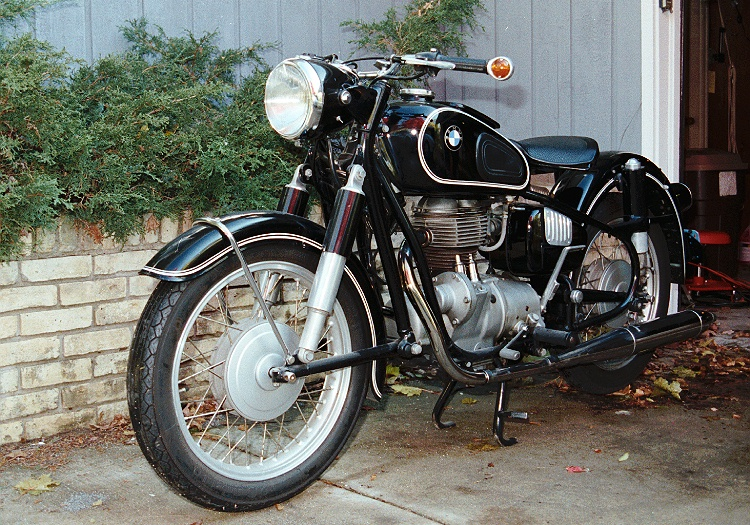
BMW R 27

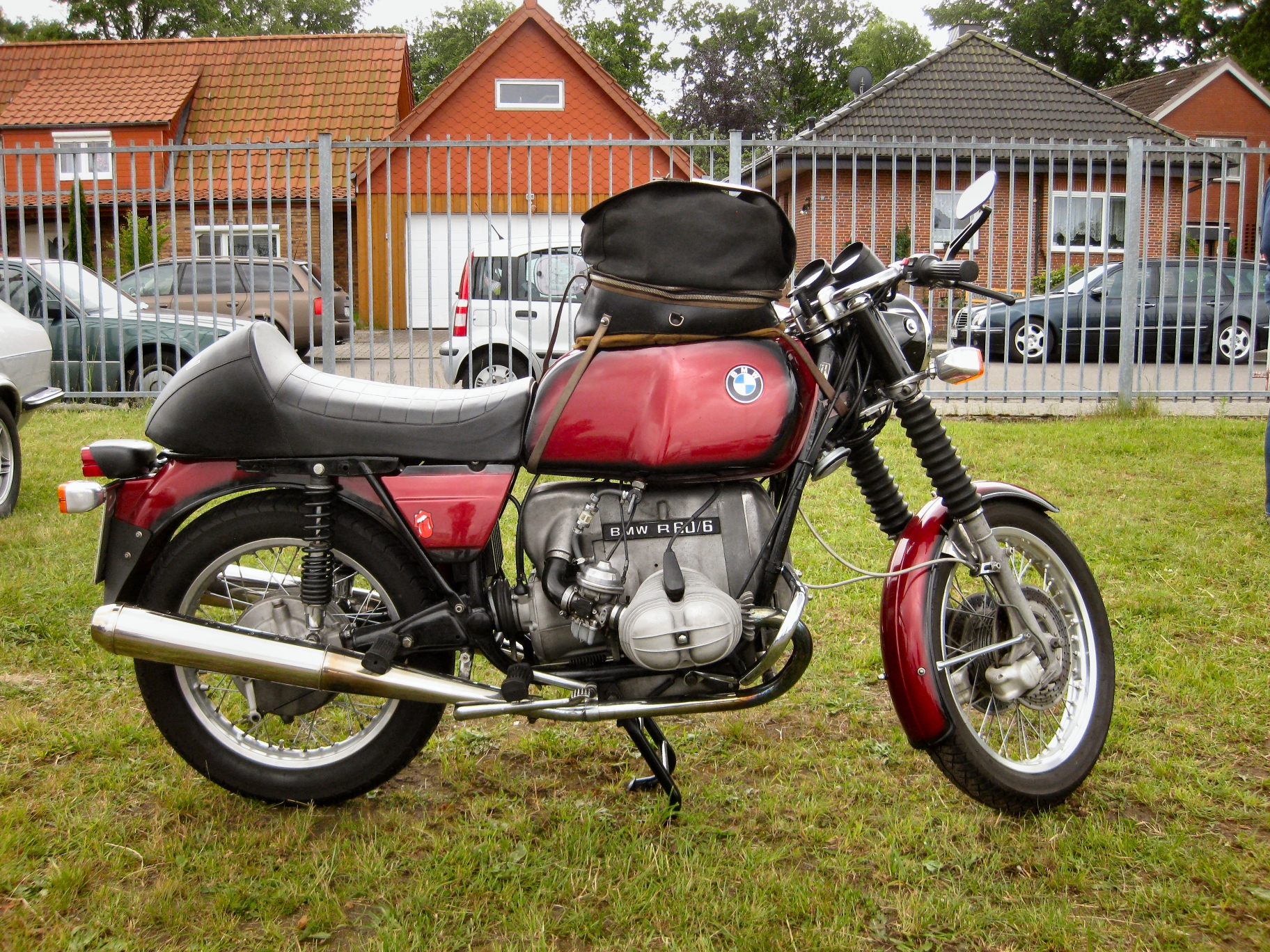
BMW R 60/6 (1973–1976)

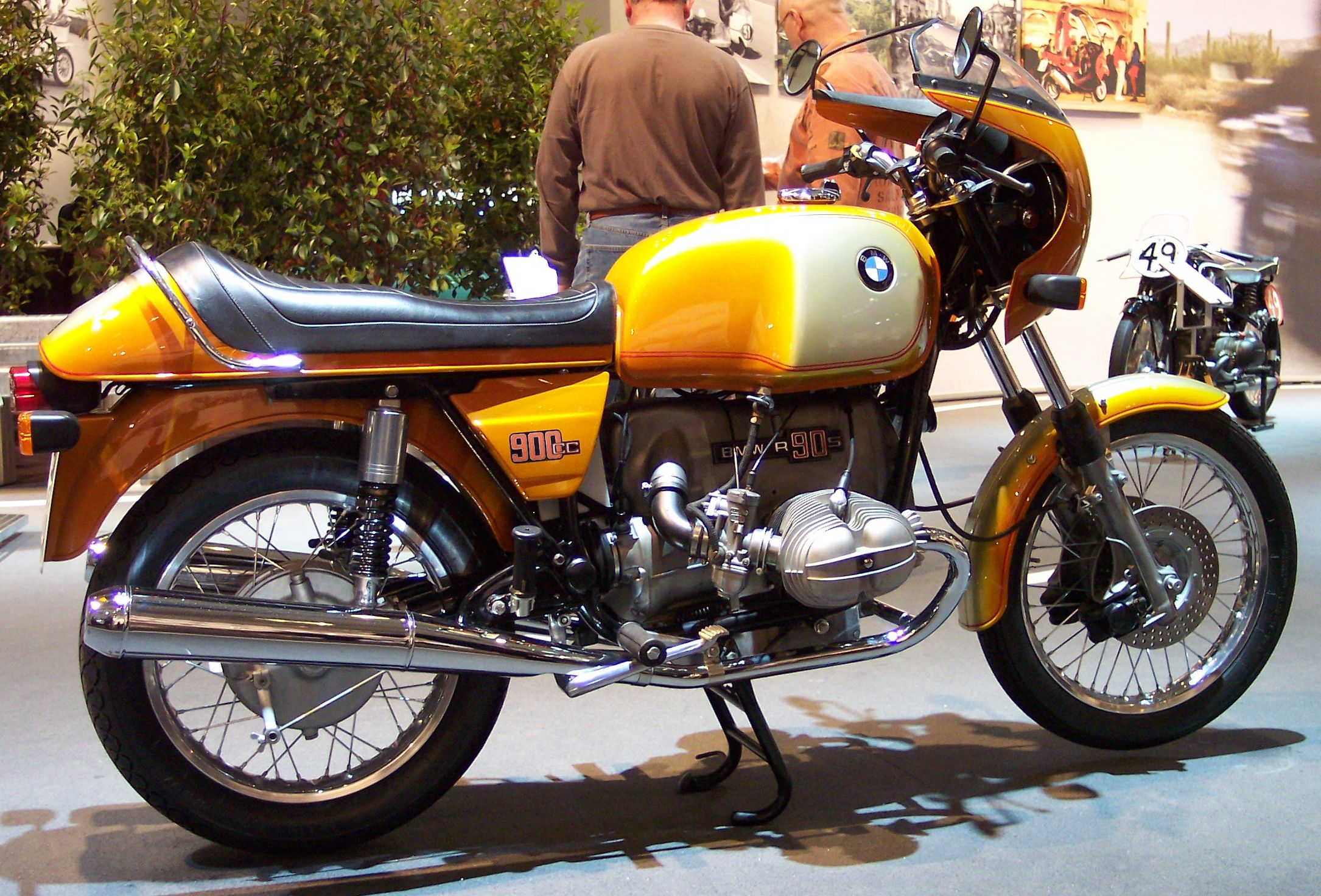
BMW R 90 S

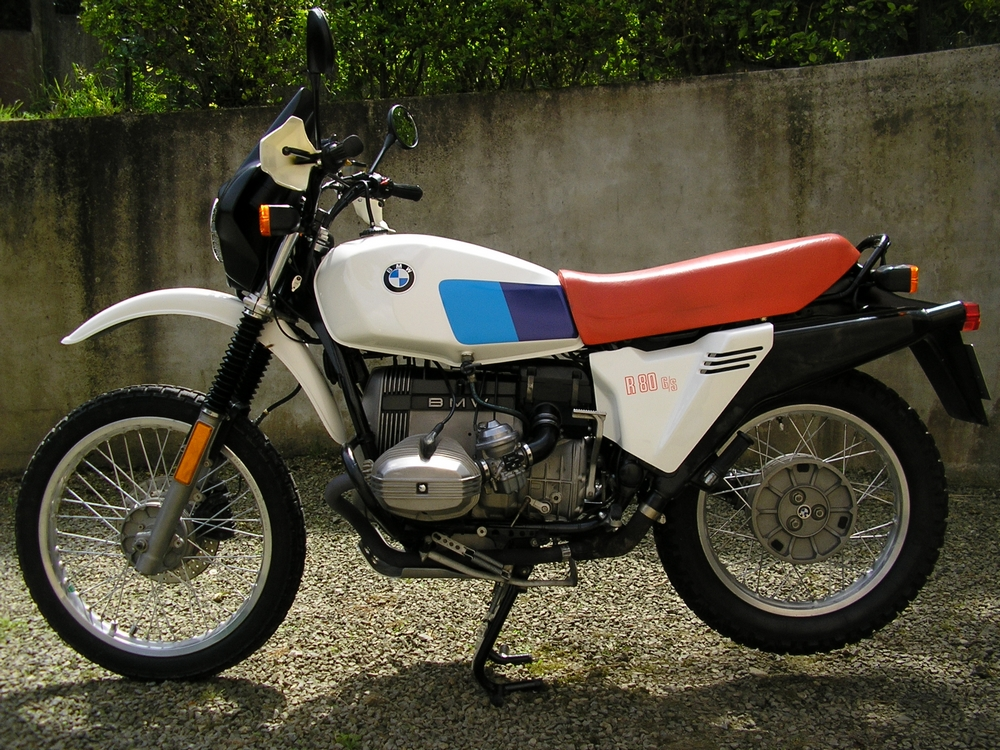
BMW R 80 G/S (1980–1987)

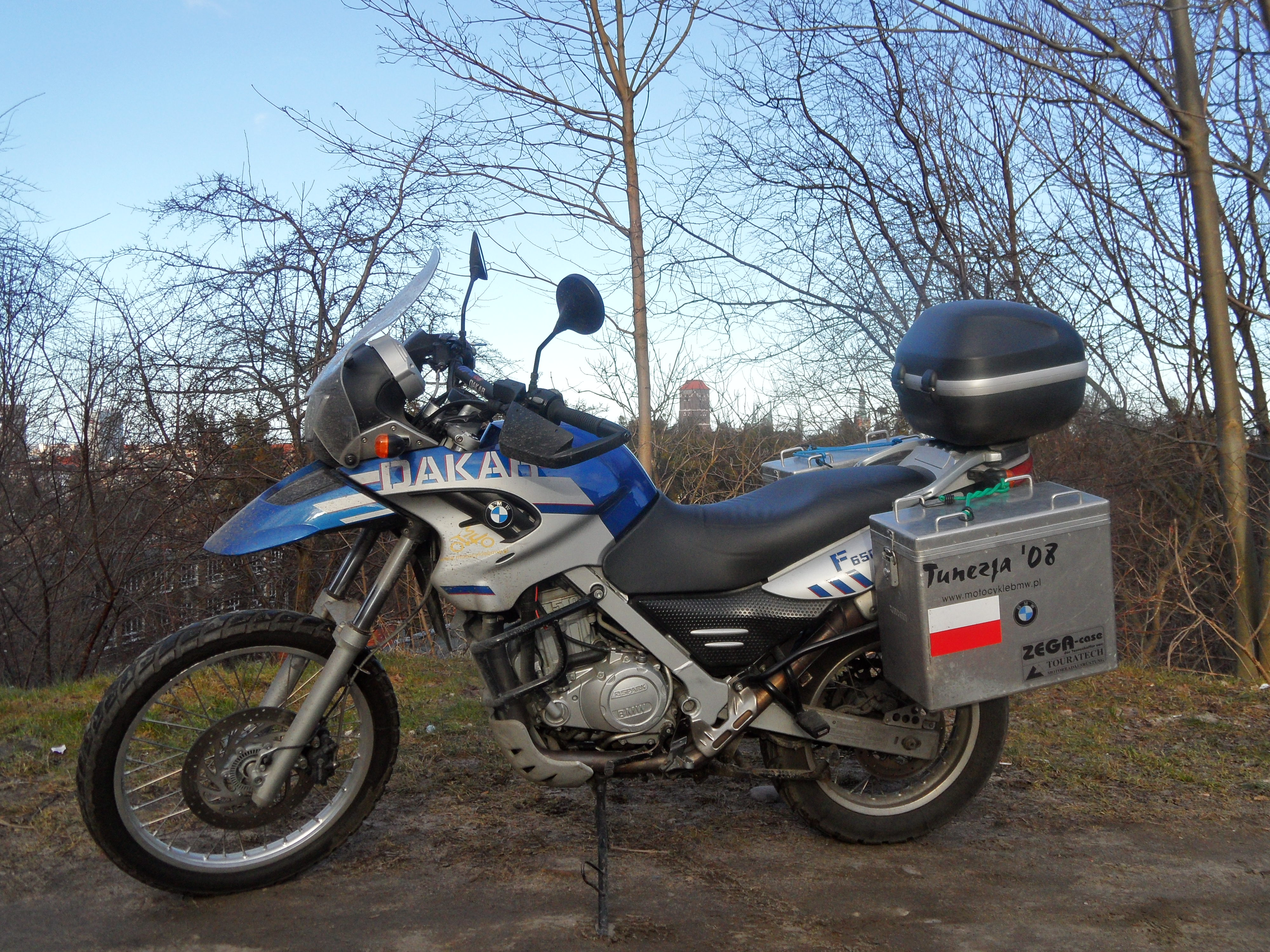
BMW F 650 GS Dakar (2004)

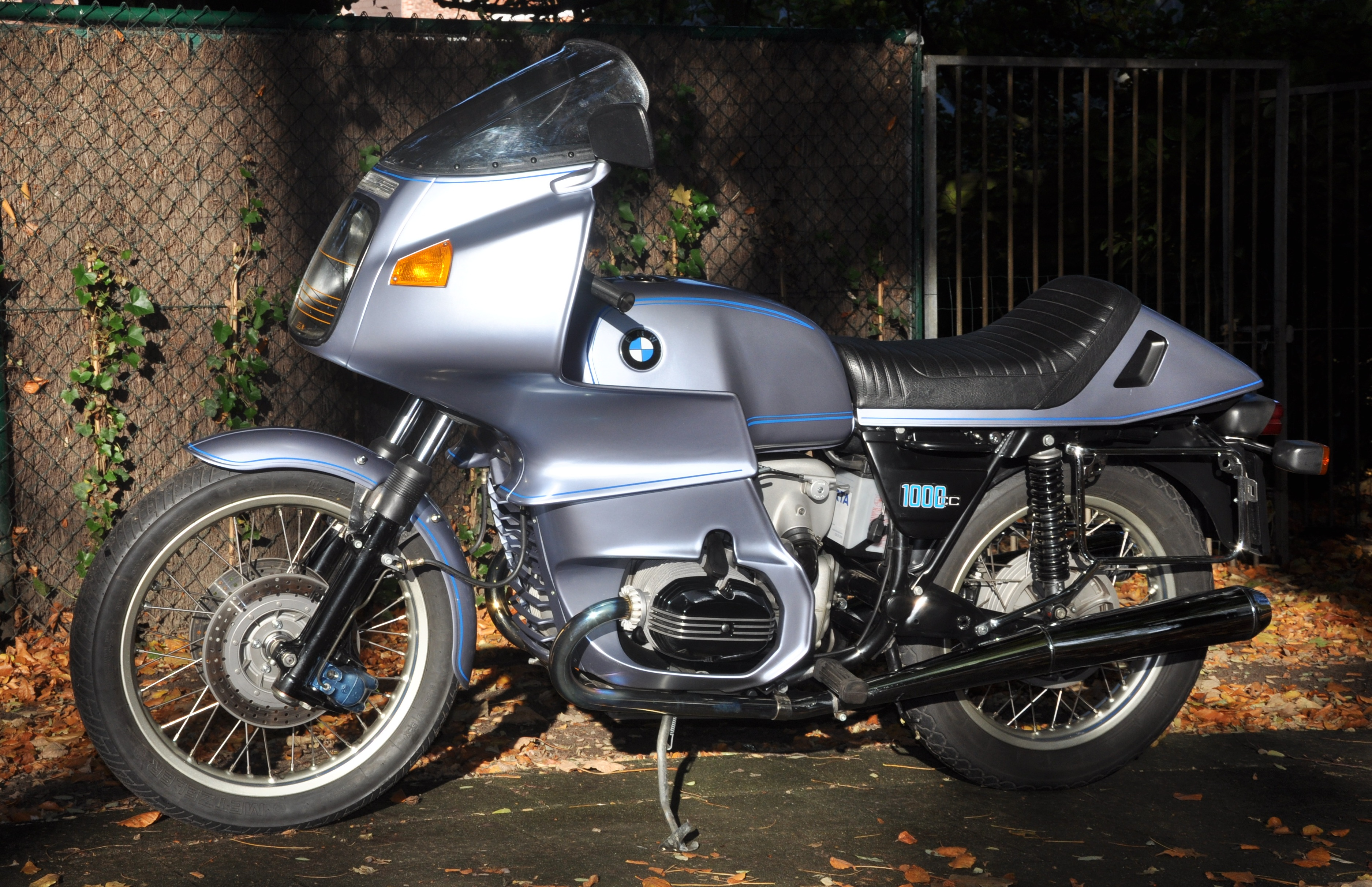
BMW R 100 RS (1977)

Bereits das erste Motorrad von BMW, die R 32, hatte mit Zweizylinder-Boxermotor und Kardanantrieb, eine für BMW lange Zeit typische Bauweise, die bis heute neben anderen fortgeführt wird.
Zwei Jahre später kam mit der R 39 eine zweite Baureihe hinzu, deren Kombination von senkrecht stehendem einzelnen Zylinder und Kardanantrieb nicht weniger typisch war. Vier Jahrzehnte lang waren diese beiden Baureihen das Motorradsortiment von BMW.
Im Zweiten Weltkrieg wurden von BMW besonders Wehrmachtsgespanne gefertigt, so in Eisenach.
1955 begann mit der Einführung der Vollschwingen-BMW die Abkehr von der Geradwegfederung. Zugleich wurde der Kardanantrieb so geändert, dass die Motorräder bei Lastwechseln nicht wie andere um die Querachse kippen, sondern sich komplett heben oder senken. Dieses einzigartige Fahrverhalten führte zum Spitznamen Gummikuh.
1966 wurde mit dem Auslaufen der R 27 die Einzylinder-Baureihe eingestellt und nur noch die Zweizylinder-Baureihe fortgeführt. Kompakte Automobile hatten Motorräder als Kraftfahrzeug des „kleinen Mannes“ abgelöst. BMW war der einzige deutsche Hersteller von Motorrädern, dessen Fertigung hubraumstarker Krafträder das überlebte. Die Kombination von Boxermotor und Kardanantrieb gab es mittlerweile nur von BMW.
1969 stieß BMW mit der neu konstruierten R 75/5 in die damals höchste Hubraumklasse vor. Doch die gleichzeitig eingeführte Honda CB750 Four mit Vierzylindermotor leitete eine Entwicklung ein, die alle europäischen Motorradhersteller gegenüber den japanischen bald ins Hintertreffen geraten ließ. Als BMW 1973 mit der R 90 S Hubraum nachlegte, hatte im Vorjahr die Kawasaki Z1 mit Tassenstößeln bereits einen weiteren Maßstab gesetzt. Fortan gab es Motoren aus Japan, die nicht nur stärker als jene von BMW waren, sondern auch seltener gewartet werden mussten.
1980 überraschte BMW mit der R 80 G/S, die auf den Boom der Enduros setzte, der mit der Yamaha XT500 begonnen hatte. Die R 80 G/S war nicht nur die erste Enduro von BMW, sondern auch die erste Enduro mit Mehrzylindermotor. Aus der „Not“ der üppigen Kardanschwinge hatten die Konstrukteure eine Tugend gemacht, indem sie auf den zweiten Schwingenarm verzichteten. Ein Motorrad mit Mehrzylindermotor und Kardanantrieb im Gelände einzusetzen, erschien damals eher abwegig. Das änderte sich, als BMW die nächste Rallye Dakar gewann. BMW war nach Jahrzehnten auf einen Schlag zurück im Kreis der Unternehmen, mit denen man im Motorradsport rechnen musste.

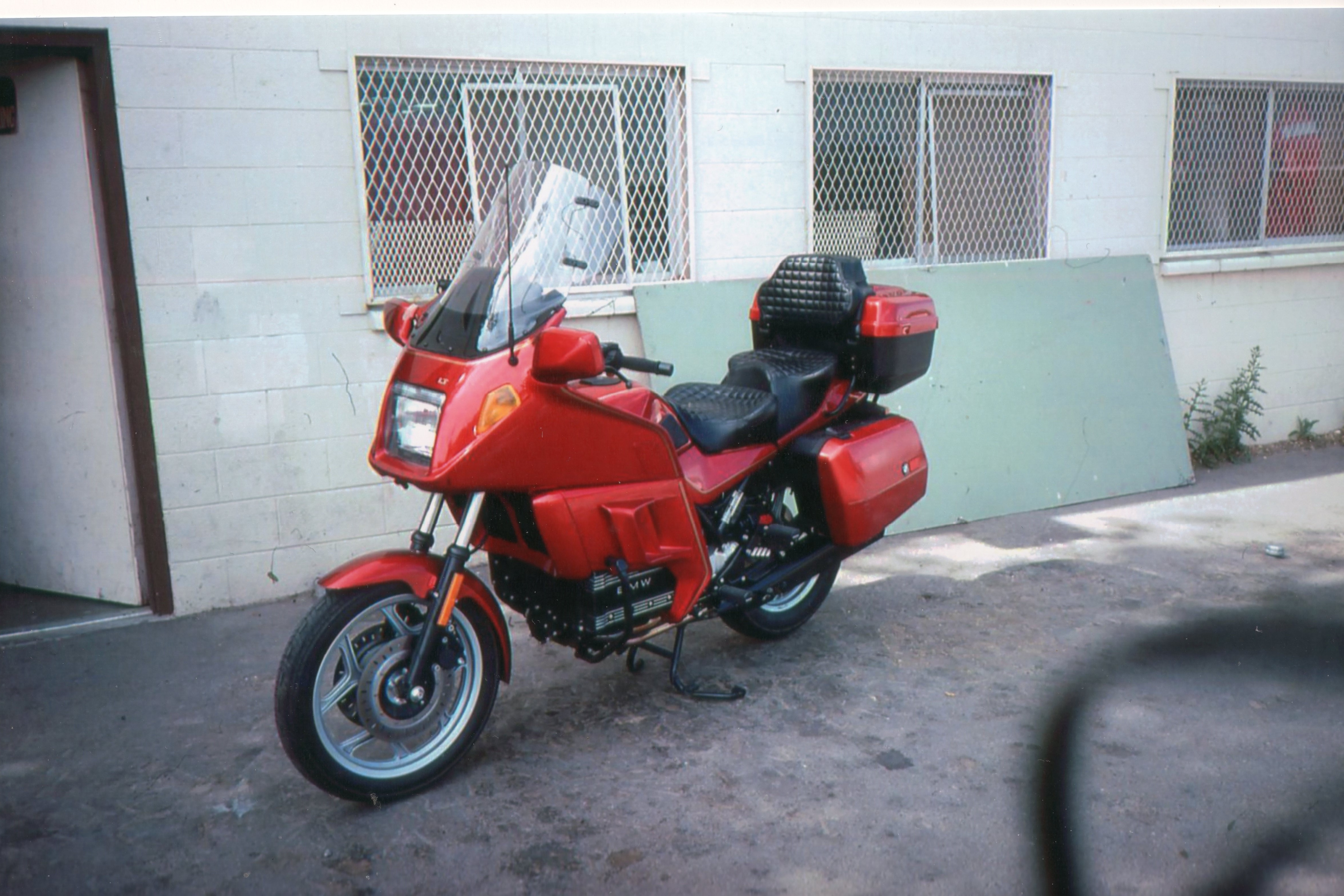
BMW K 100 LT (1986–1991)

1983 brach mit der K 100 eine neue Ära der Motorräder von BMW an. Ihr Gitterrahmen setzt auf einen tragenden Motor-Getriebe-Block auf. Der Vierzylinder-Reihenmotor mit Wasserkühlung ist nicht wie üblich quer, sondern längs angeordnet. Dadurch bedarf es keiner Umlenkung zwischen Kurbelwelle und Kardanwelle. Die Zylinder liegen waagerecht, um einen ebenso tiefen Schwerpunkt wie bei Boxermotoren zu erzielen. Obwohl die Motoren mit Saugrohreinspritzung vergleichsweise fortschrittlich waren, schöpfen sie die Leistungsgrenzen des Stands der Technik ihrer Zeit nicht aus. Trotzdem gilt dieser Antrieb wegen des eigenständigen und konsequenten Entwurfs als bemerkenswerte Konstrukteursleistung. Ab 1988 war die K 100 RS als erstes Motorrad mit Antiblockiersystem erhältlich. Ab 1989 war die sportliche Variante K1 als erste BMW mit Vierventiltechnik ausgestattet, verfügte als erstes Motorrad über einen geregelten Katalysator und zudem über das neuartige Paralever, das den Kardanantrieb fahrdynamisch dem Ketten-Endantrieb gleichstellt.
1993 führte BMW entgegen der früheren Bekundung, keine Motorräder mit Boxermotor mehr entwickeln zu wollen, die R 1100 RS ein. Ihr Motor trug der konservativen Stammkundschaft Rechnung, wenngleich er von Grund auf neu entwickelt war. Die obenliegende Nockenwelle wurde mit einer Steuerkette angetrieben und betätigte die Ventile über Kipphebel. Spektakulär war an der R 1100 RS das Telelever-System, das erstmals bei einem Serienmotorrad das Einsinken beim Bremsen fast ganz unterband.
Ebenfalls 1993 brachten die Bayerischen Motoren Werke mit der F 650 erstmals ein Motorrad auf den Markt, dessen Motor sie weder selbst entwickelt hatten noch selbst herstellten. Die F 650 basiert auf der Aprilia Pegaso und hat wie diese einen Einzylindermotor von Rotax und Ketten-Endantrieb. Sie wurde auch nicht von BMW, sondern von Aprilia hergestellt. Die Motoren des Nachfolgemodells G 650 stellt das Unternehmen Loncin in der Volksrepublik China her.

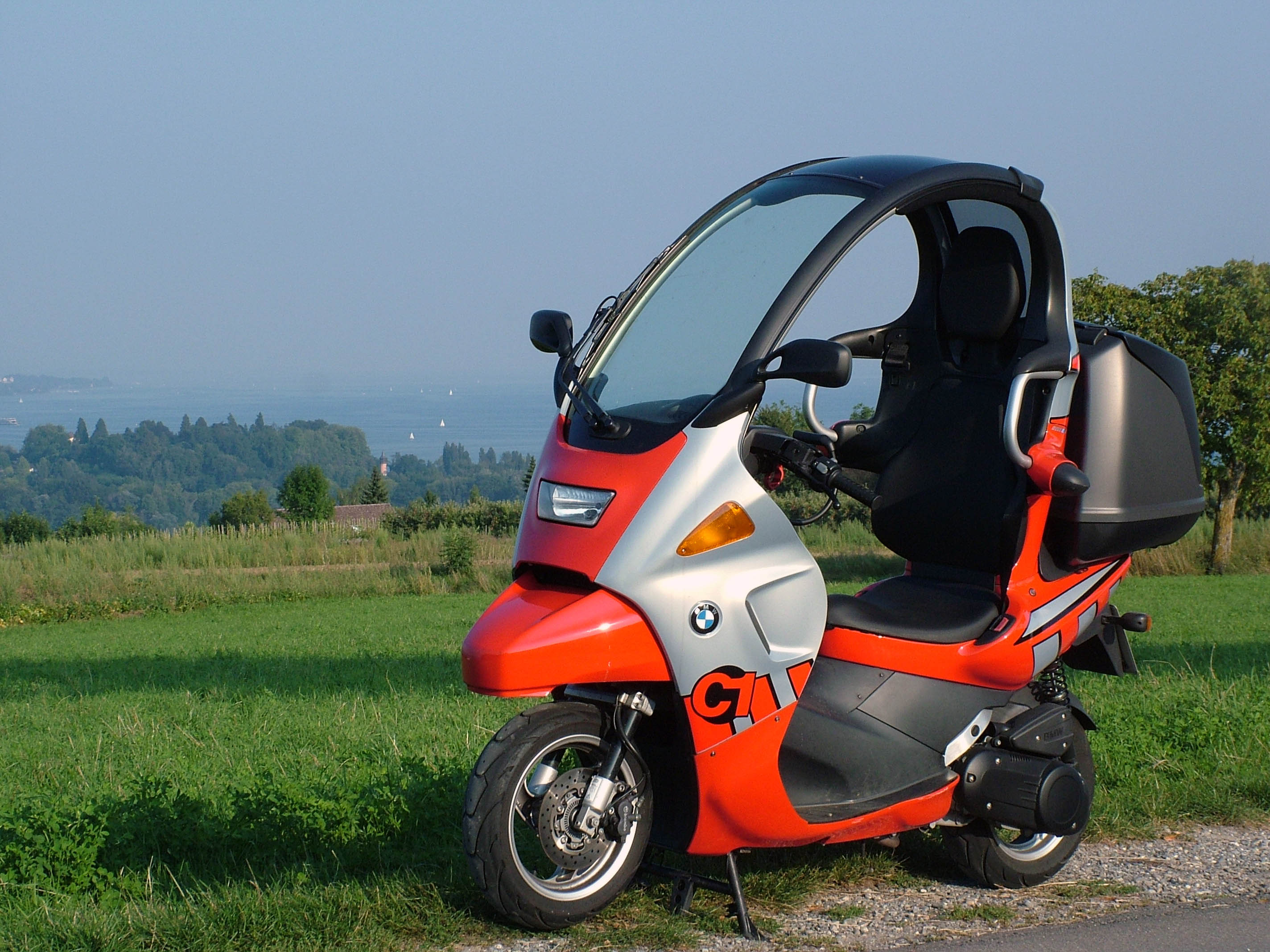
BMW C1 (2000–2003)

Im Jahr 2000 stellte BMW den ungewöhnlichen C1 vor, einen überdachten Motorroller. Statt der Helmpflicht unterliegen die Fahrer der Gurtpflicht. Der C1 zielte auf das Marktsegment zwischen normalen Motorrollern und Kleinstwagen wie dem Smart Fortwo.
2005 wurde mit der K 1200 S eine Baureihe mit konventionell quer eingebautem Vierzylindermotor eingeführt, die die Baureihe mit längs eingebautem Vierzylindermotor nach und nach ablöste. Diese Baureihe ist mit Duolever ausgestattet.
2006 führte BMW die F 800 mit Parallel-Twin ein; zunächst mit Riemen-Endantrieb, später auch mit Ketten-Endantrieb. Die Motoren sind wieder von Rotax.
2008 brachte BMW die Sportenduro G 450 X auf den Markt. Der Einzylindermotor wird von Kymco in Taiwan gefertigt.

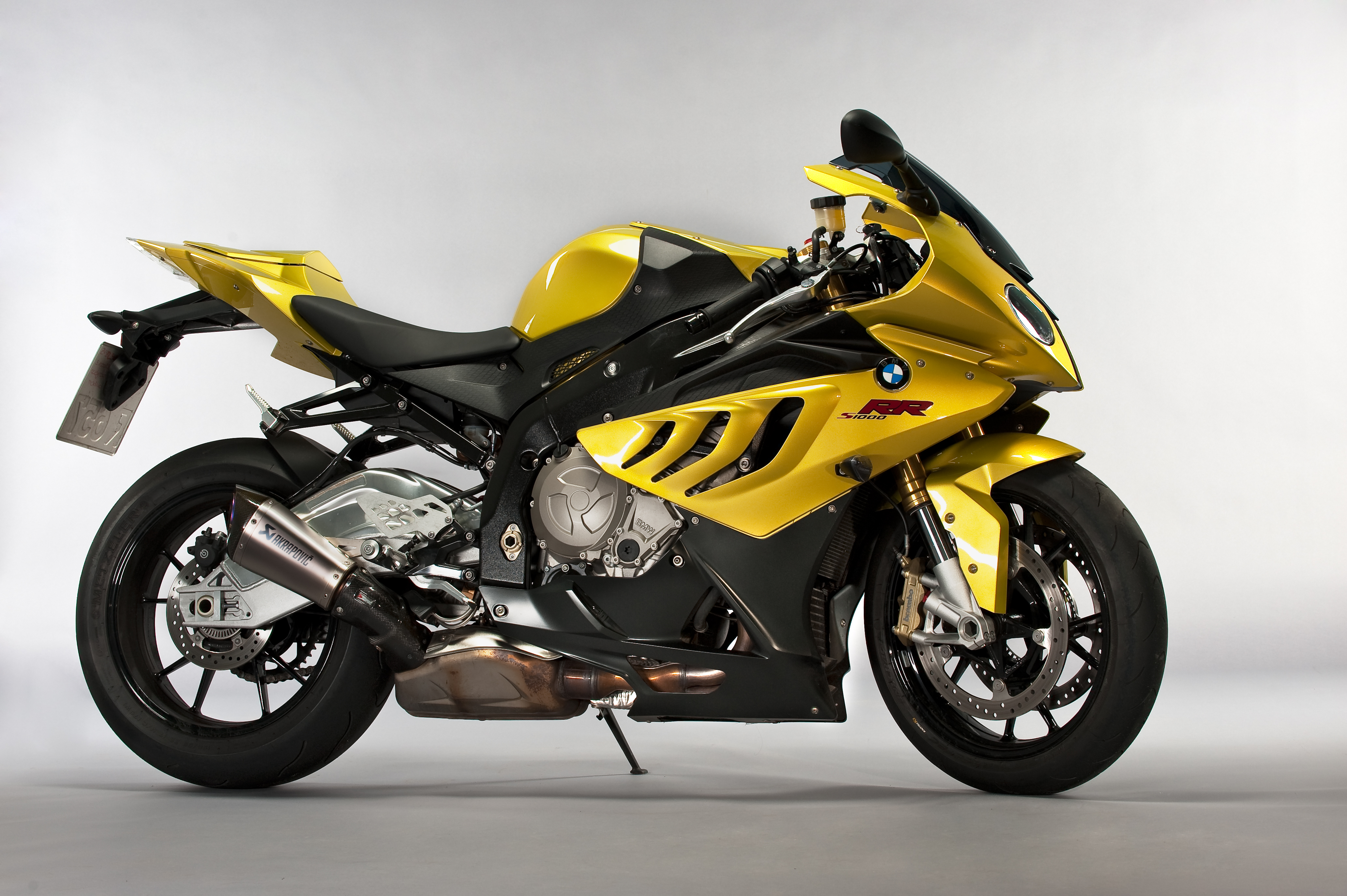
BMW S 1000 RR (seit 2009)

2009 führte BMW die S 1000 RR ein. Mit Upside-down-Gabel, quer eingebautem Vierzylindermotor und Ketten-Endantrieb gleicht sie den Produkten der japanischen Mitbewerber in dieser Klasse.
2011 führte BMW die K 1600 GT ein. Sie ist das erste serienmäßige Sechszylindermotorrad aus deutscher Produktion.
2012 brachte BMW mit den Modellen G 650 GS und G 650 GS Sertão wieder Reiseenduros mit Einzylindermotoren auf den Markt, nachdem für einige Jahre auch die Einstiegsmodelle mit Zweizylindermotoren von Rotax ausgerüstet worden waren.
Am 8. April 2013 haben BMW Motorrad und die TVS Motor Company im indischen Chennai einen langfristigen Kooperationsvertrag unterzeichnet. Ziel ist die gemeinsame Entwicklung und Produktion von Motorrädern im Segment unterhalb von 500 Kubikzentimetern.
Seit 2014 ist BMW im Roller-Segment mit der C-Serie vertreten; dazu gehört auch der Elektroroller BMW C evolution. Im Juni 2019 stellte BMW den elektrischen Vision DC Roadster vor, der optisch Elemente der erfolgreichen Boxermotoren verwendet.
Am 4. April 2020 führte BMW die R 18 im Marktsegment der Cruisermotorräder ein. Ihr Motor mit 1802 cm³ Hubraum ist der größte bisher von BMW gebaute 2-Zylinder-Boxermotor. Ende November 2023 wurde die kleinere R 12 ergänzt.

## Werk Berlin
Seit 1967 werden im BMW-Werk in Berlin, im Ortsteil Haselhorst des Bezirks Spandau, Motorräder gebaut. Rund 1800 Mitarbeiter fertigen inzwischen täglich bis zu 550 Maschinen. Im Jahr 2001 konnte die Produktion des einmillionsten Motorrades gefeiert werden.

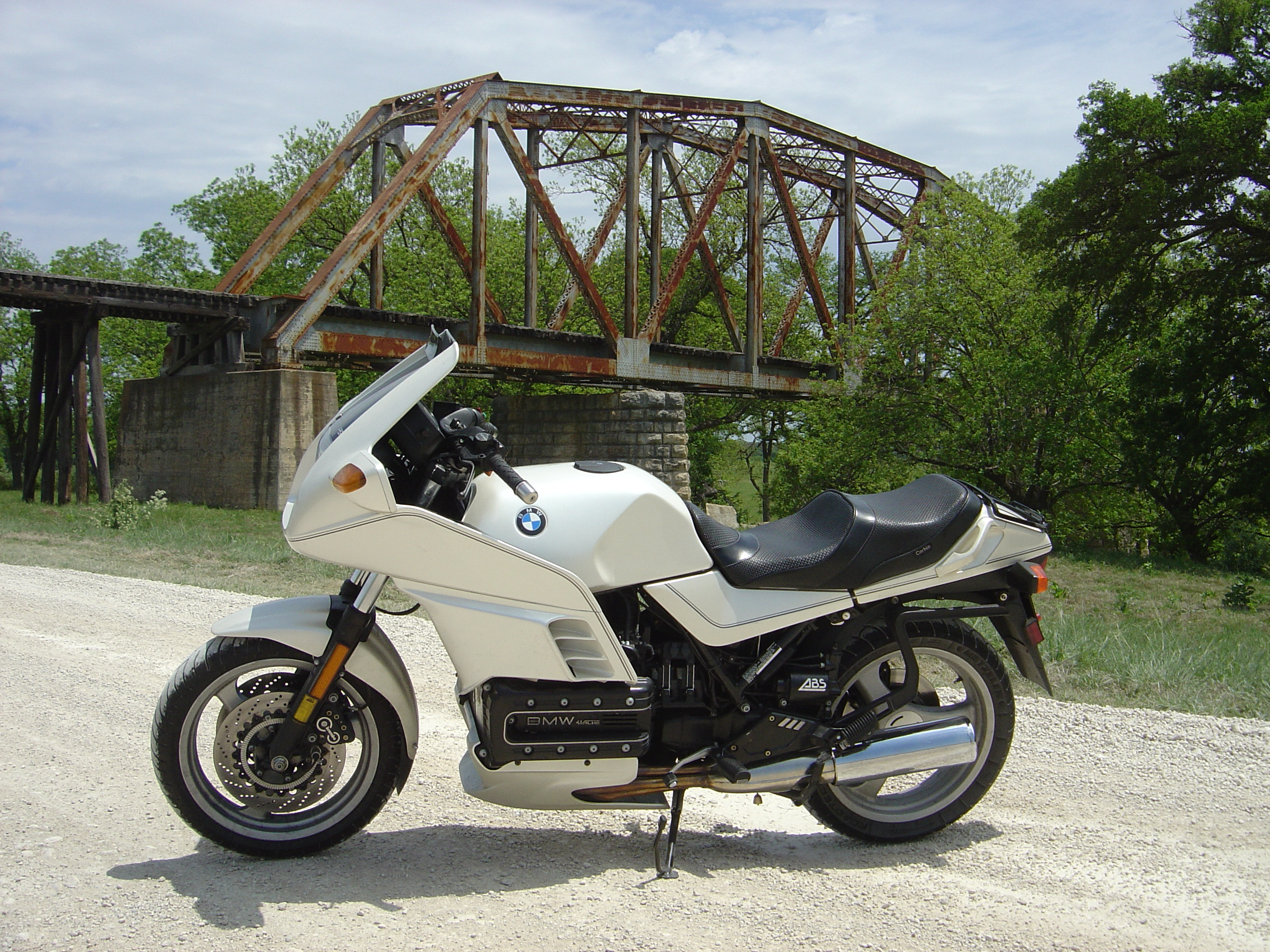
BMW K 100 RS (1983–1993)

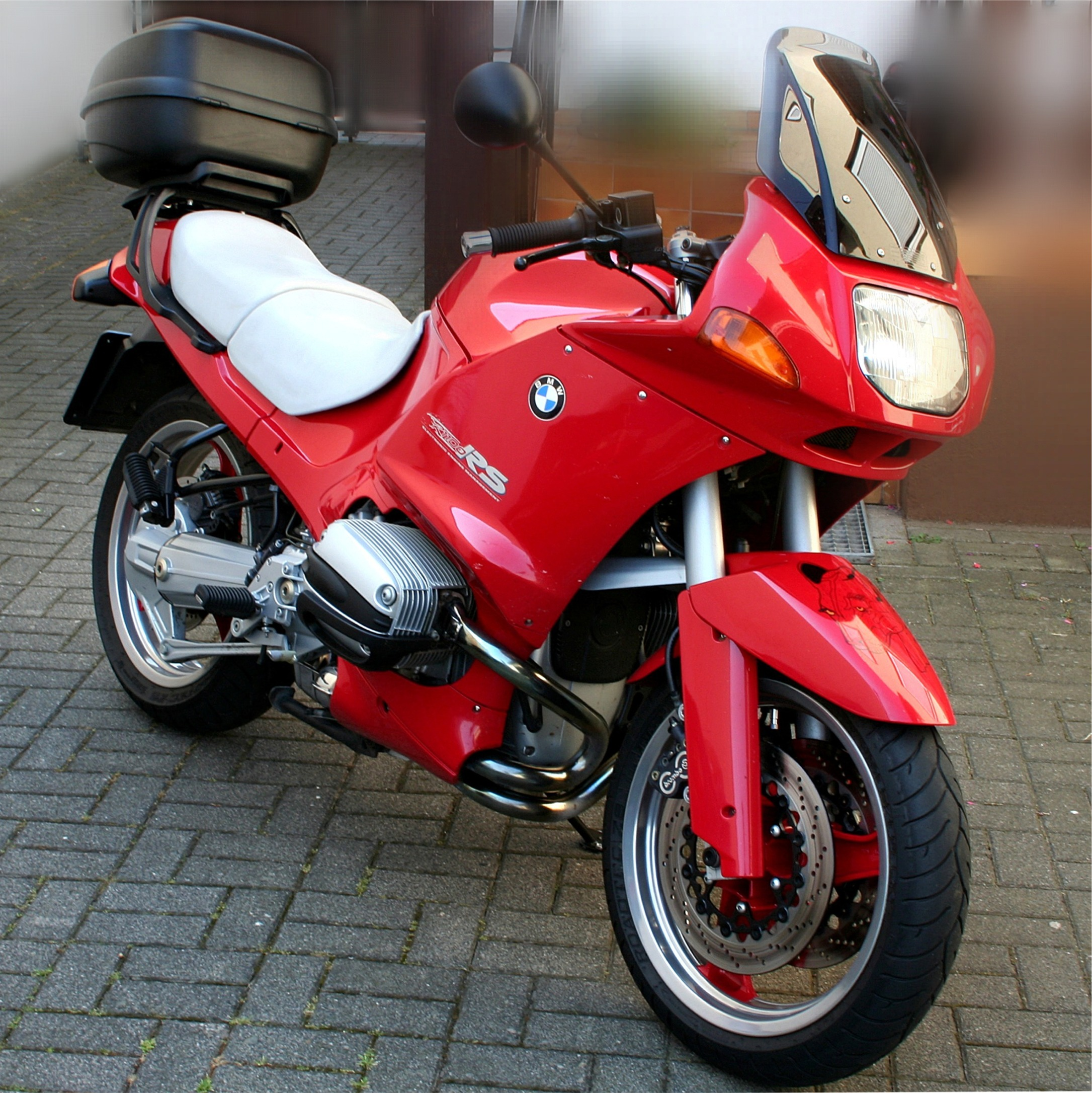
BMW R 1100 RS (1993–2001)

Das Spandauer Werk ist außerdem ein bedeutendes Zulieferwerk für die Pkw-Produktion von BMW. So werden dort unter anderem sämtliche Bremsscheiben für alle Pkw-Modelle von BMW produziert.
Seit dem Jahr 2000 wird das Werk, welches die Nummer 3.1 trägt, kontinuierlich erweitert und modernisiert. So wurde von 2001 bis 2003 eine weitere Fertigungshalle für Motorräder errichtet. Optisch besonders charakteristisch für die BMW-Motorradproduktion sind die gelben „C-Haken“, welche in zwei Etagen an einem Schienensystem durch die zwei Montagehallen gleiten und auf denen die Motorräder die verschiedenen Fertigungsschritte durchlaufen. Auch heute erfolgt die Motorradproduktion immer noch zum großen Teil durch manuelle Arbeit. Sogar die Zierstreifen an den Motorrädern werden nach wie vor durch besonders erfahrene Mitarbeiter manuell aufgemalt.
Am 6. Mai 2011 lief im Werk das zweimillionste BMW-Motorrad vom Band. Es handelte sich um eine R 1200 GS.
Am 9. April 2019 wurde das dreimillionste Motorrad des Werks, eine S 1000 RR, fertiggestellt.

## Aktuelle Modellpalette
Unter Veränderung von Fahrwerk, Verkleidung und Ausstattung stellt BMW Modelle der nachfolgenden Typen her. Die Buchstaben hinter der gerundeten Hubraumgröße bezeichnen dabei die Bauart, etwa „GS“ für „Gelände & Straße“ oder „RT“ für „Reisetourer“.
Alle Leergewichtsangaben sind gemäß Richtlinie VO (EU) 168/2013 mit allen Betriebsmitteln, mit Serienausstattung und betankt mit mindestens 90 % des nutzbaren Tankvolumens.

### R-Reihe

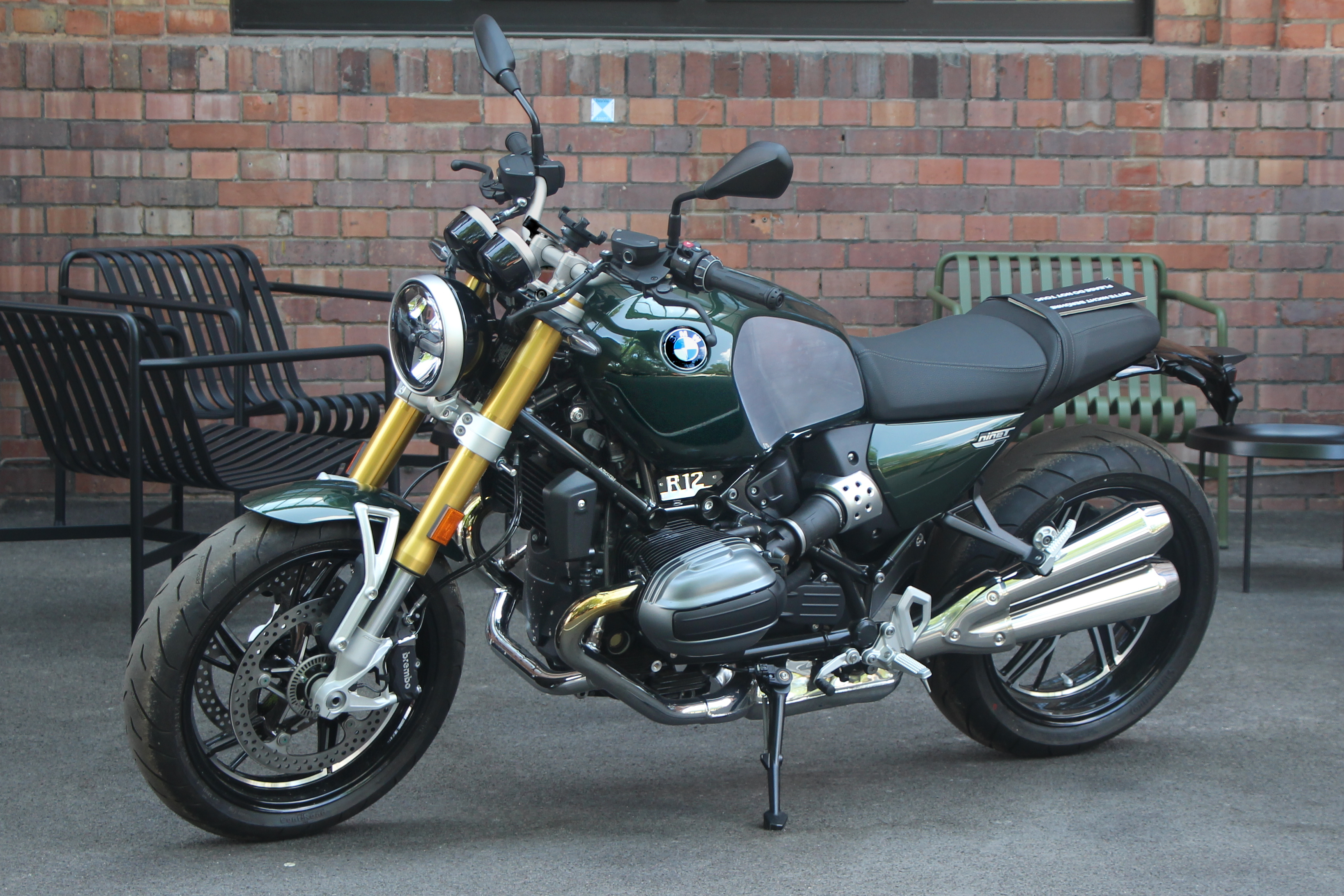
R 12 nineT (seit 2024)
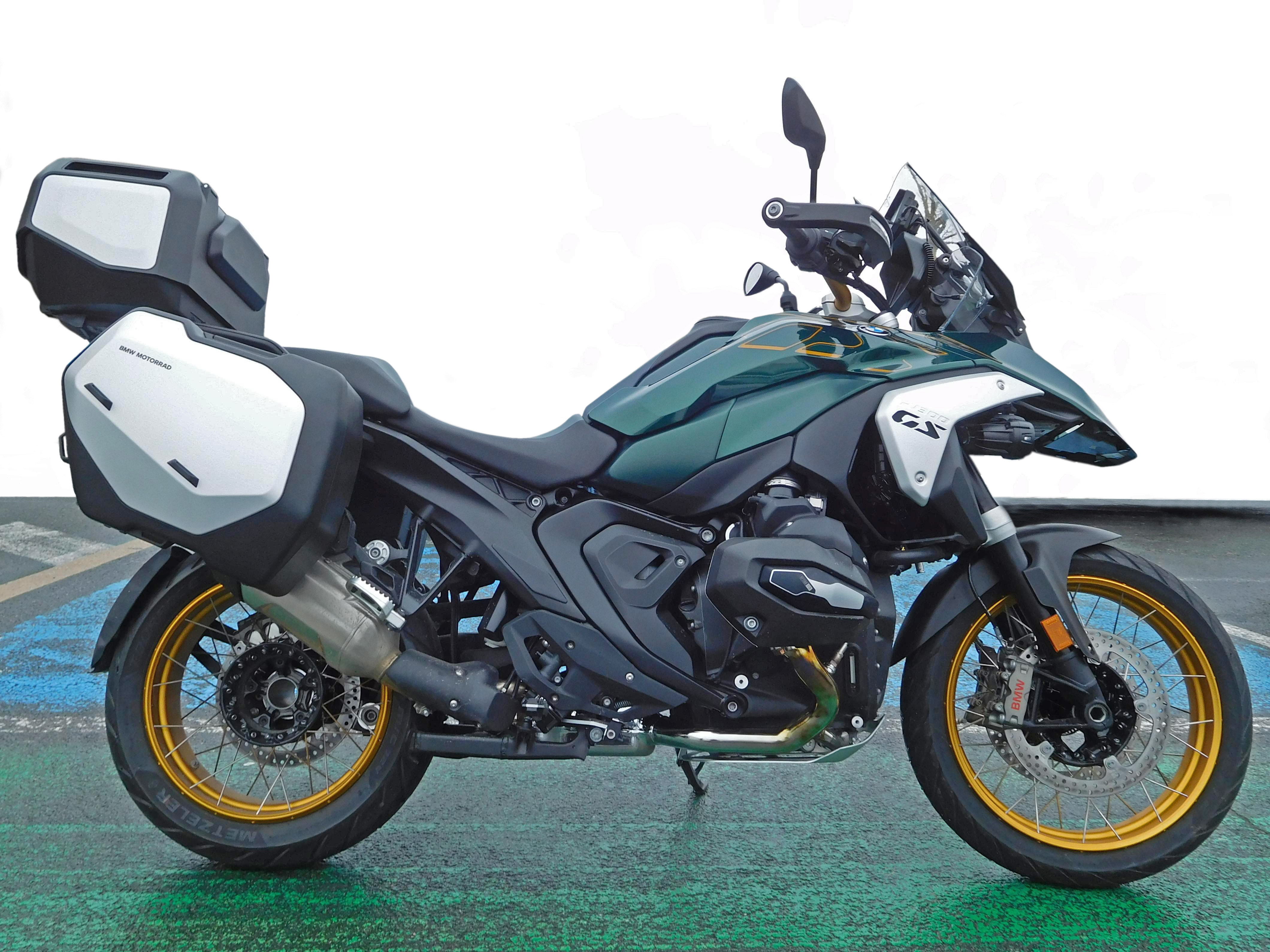
R 1300 GS (seit 2023)
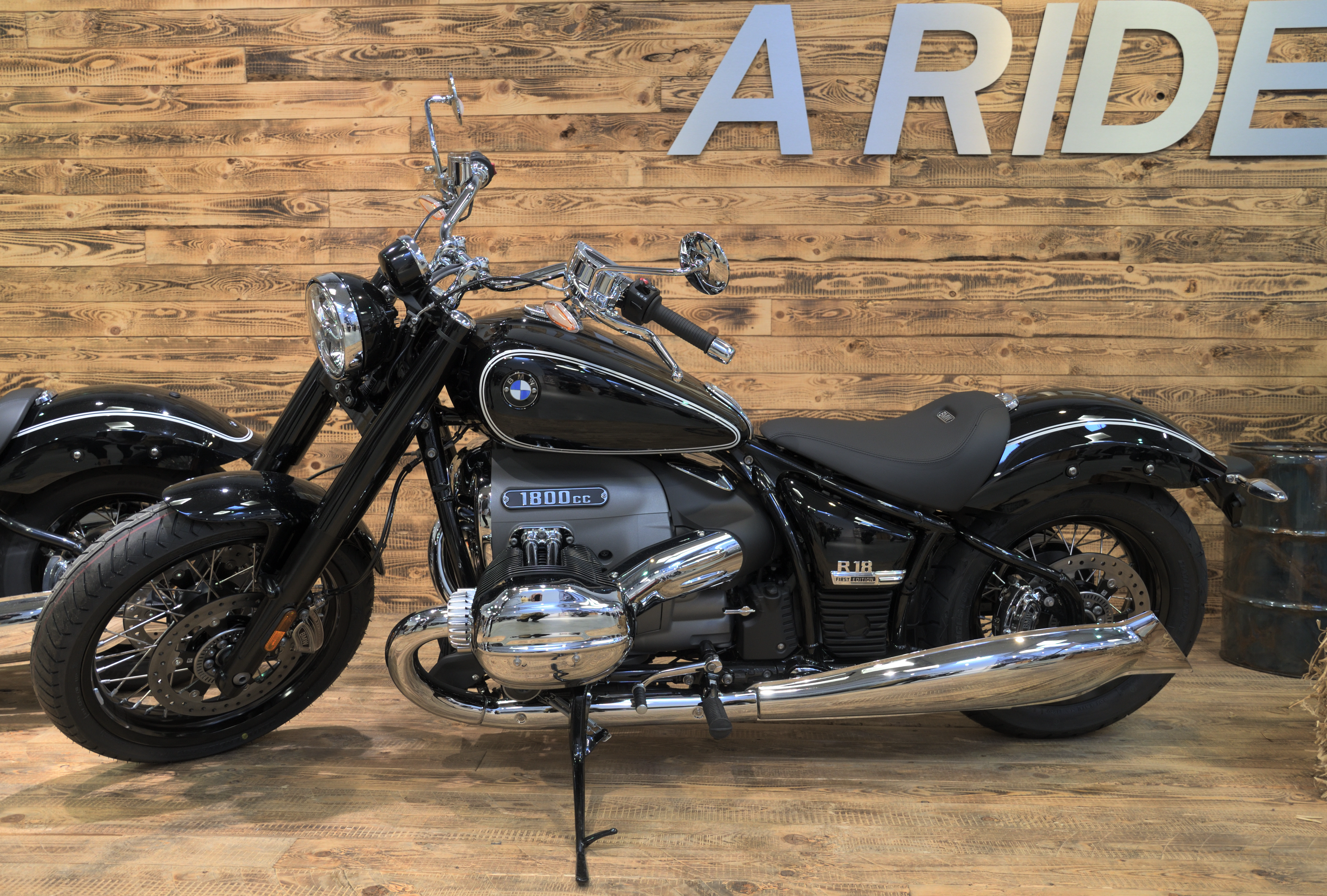
R 18 (seit 2020)

Die R-Baureihe wird mit Zweizylinder-Boxermotoren angetrieben. Diese sind traditionell eine BMW-eigene Domäne und waren stets luft-/ölgekühlt mit in der aktuellen Motorengeneration 1170 cm³ (R 12-Modelle) und im Falle der R 18-Modelle 1802 cm³ Hubraum. Im Jahr 2013 führte BMW eine wassergekühlte Generation mit ebenfalls 1170 cm³ Hubraum ein, der über 1254 cm³ auf inzwischen genau 1300 cm³ erhöht wurde.
| Modell                | Typ                  | Motor                                               | Hubraum  | Maximalleistung | Drehmoment | Leergewicht | Produktion |
| --------------------- | -------------------- | --------------------------------------------------- | -------- | --------------- | ---------- | ----------- | ---------- |
| R 12                  | Roadster             | Luft-/ölgekühlter Zweizylinder-Boxermotor           | 1170 cm³ | 70 kW (95 PS)   | 110 Nm     | 227 kg      | seit 2024  |
| R 12 nineT            | Roadster             | Luft-/ölgekühlter Zweizylinder-Boxermotor           | 1170 cm³ | 80 kW (109 PS)  | 115 Nm     | 220 kg      | seit 2024  |
| R 12 S                | Roadster             | Luft-/ölgekühlter Zweizylinder-Boxermotor           | 1170 cm³ | 80 kW (109 PS)  | 115 Nm     | 220 kg      | seit 2025  |
| R 12 G/S              | Retro-Allroundenduro | Luft-/ölgekühlter Zweizylinder-Boxermotor           | 1170 cm³ | 80 kW (109 PS)  | 115 Nm     | 229 kg      | seit 2025  |
| R 1300 GS             | Reiseenduro          | Luft-/Flüssigkeitsgekühlter Zweizylinder-Boxermotor | 1300 cm³ | 107 kW (145 PS) | 149 Nm     | 237 kg      | seit 2023  |
| R 1300 GS Adventure   | Reiseenduro          | Luft-/Flüssigkeitsgekühlter Zweizylinder-Boxermotor | 1300 cm³ | 107 kW (145 PS) | 149 Nm     | 269 kg      | seit 2024  |
| R 1300 R              | Naked Bike           | Luft-/Flüssigkeitsgekühlter Zweizylinder-Boxermotor | 1300 cm³ | 107 kW (145 PS) | 149 Nm     | 239 kg      | seit 2025  |
| R 1300 RS             | Sporttourer          | Luft-/Flüssigkeitsgekühlter Zweizylinder-Boxermotor | 1300 cm³ | 107 kW (145 PS) | 149 Nm     | 245 kg      | seit 2025  |
| R 1300 RT             | Tourer               | Luft-/Flüssigkeitsgekühlter Zweizylinder-Boxermotor | 1300 cm³ | 107 kW (145 PS) | 149 Nm     | 281 kg      | seit 2025  |
| R 18                  | Cruiser              | Luft-/ölgekühlter Zweizylinder-Boxermotor           | 1802 cm³ | 67 kW (91 PS)   | 163 Nm     | 345 kg      | seit 2020  |
| R 18 Classic          | Cruiser              | Luft-/ölgekühlter Zweizylinder-Boxermotor           | 1802 cm³ | 67 kW (91 PS)   | 163 Nm     | 369 kg      | seit 2021  |
| R 18 B                | Bagger               | Luft-/ölgekühlter Zweizylinder-Boxermotor           | 1802 cm³ | 67 kW (91 PS)   | 163 Nm     | 398 kg      | seit 2021  |
| R 18 Transcontinental | Tourer               | Luft-/ölgekühlter Zweizylinder-Boxermotor           | 1802 cm³ | 67 kW (91 PS)   | 163 Nm     | 433 kg      | seit 2021  |
| R 18 Roctane          | „Factory Hot Rod“    | Luft-/ölgekühlter Zweizylinder-Boxermotor           | 1802 cm³ | 67 kW (91 PS)   | 163 Nm     | 374 kg      | seit 2023  |

Die R 1300 RT wird auch in einer Behördenversion (RT-P) vertrieben.

### K-Reihe
Die aktuellen Modelle der K-Reihe werden alle von einem quer eingebauten, wassergekühlten Reihensechszylinder-Motor mit 1649 cm³ Hubraum angetrieben.
| Modell               | Typ         | Maximalleistung | Drehmoment | Leergewicht | Produktion |
| -------------------- | ----------- | --------------- | ---------- | ----------- | ---------- |
| K 1600 B (1)         | Cruiser     | 118 kW (160 PS) | 180 Nm     | 344 kg      | seit 2016  |
| K 1600 GT            | Tourer      | 118 kW (160 PS) | 180 Nm     | 343 kg      | seit 2011  |
| K 1600 GTL           | Luxustourer | 118 kW (160 PS) | 180 Nm     | 358 kg      | seit 2011  |
| K 1600 Grand America | Luxustourer | 118 kW (160 PS) | 180 Nm     | 367 kg      | seit 2022  |

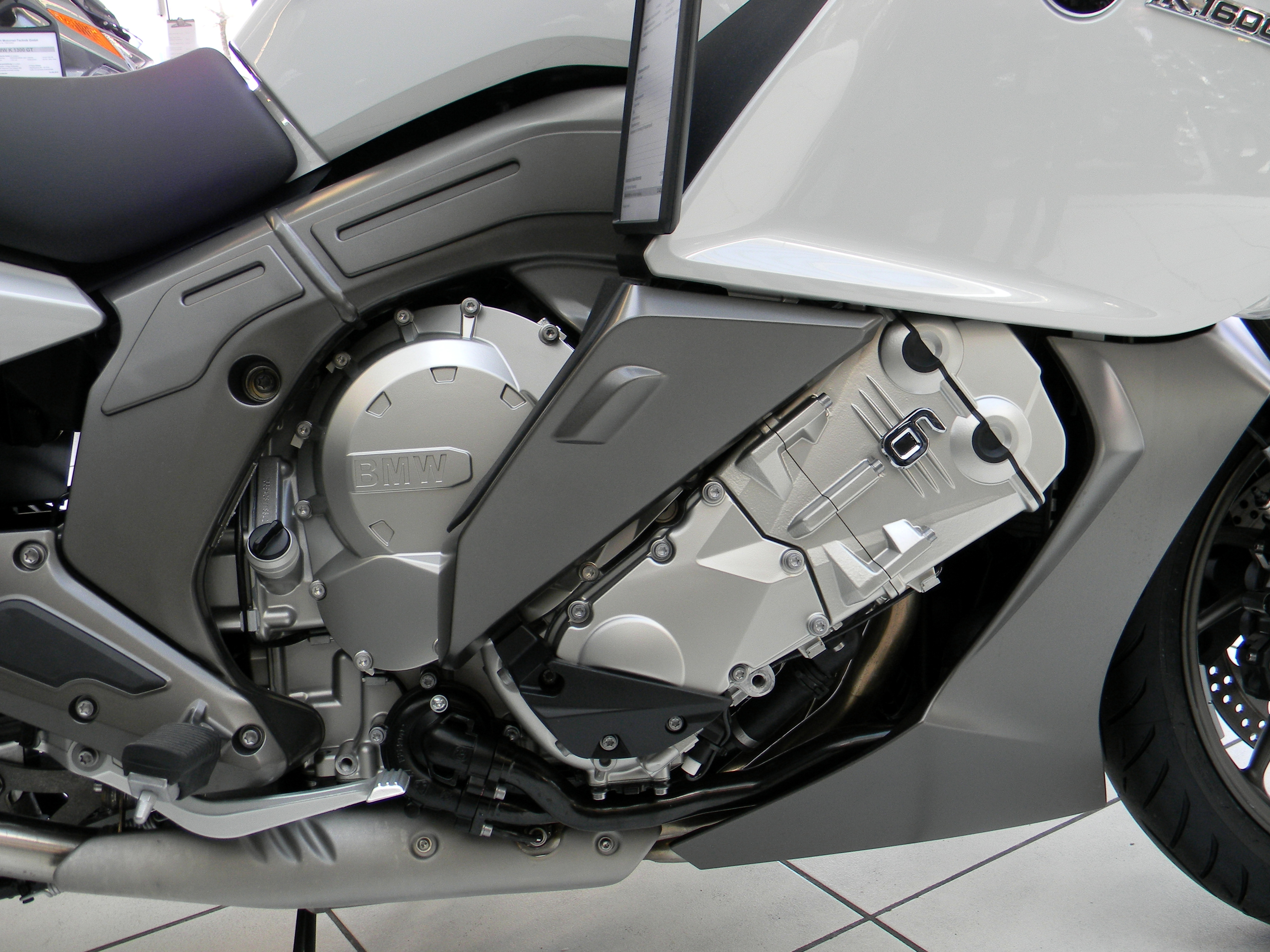
Reihensechszylinder-Motor der BMW K 1600 GT
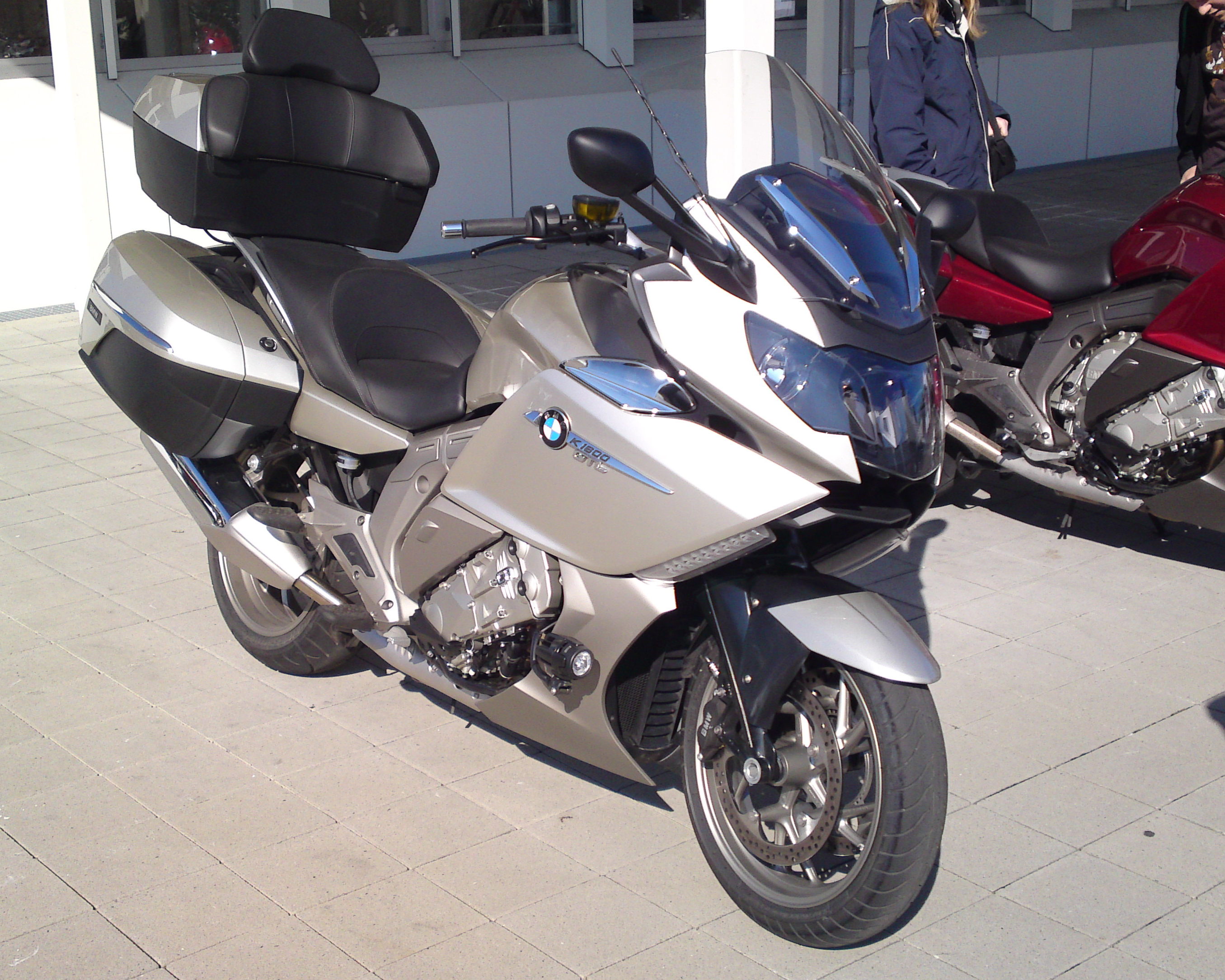
BMW K 1600 GTL

### S-Reihe
Die Modelle der S-Reihe werden, im Gegensatz zu denen der R- und K-Reihe, die ausschließlich einen Kardanantrieb haben, durch eine Kette angetrieben. Beim Motor handelt es sich um einen quer eingebauten, wassergekühlten Reihenvierzylinder-Motor mit einem Hubraum von 999 cm³.
| Modell    | Typ           | Maximalleistung                  | Drehmoment              | Leergewicht | Produktion |
| --------- | ------------- | -------------------------------- | ----------------------- | ----------- | ---------- |
| S 1000 RR | Supersportler | 154 kW (209 PS) bei 13.750 min−1 | 113 Nm bei 11.000 min−1 | 198 kg      | seit 2009  |
| S 1000 R  | Naked Bike    | 125 kW (170 PS) bei 11.000 min−1 | 114 Nm bei 9.250 min−1  | 199 kg      | seit 2013  |
| S 1000 XR | Sporttourer   | 125 kW (170 PS) bei 11.000 min−1 | 114 Nm bei 9.250 min−1  | 227 kg      | seit 2015  |

### M-Reihe
Der Antrieb stammt aus der S-Reihe.
| Modell    | Typ           | Maximalleistung                  | Drehmoment              | Leergewicht | Produktion |
| --------- | ------------- | -------------------------------- | ----------------------- | ----------- | ---------- |
| M 1000 RR | Supersportler | 160 kW (218 PS) bei 14.500 min−1 | 113 Nm bei 11.000 min−1 | 194 kg      | seit 2020  |
| M 1000 R  | Naked Bike    | 154 kW (209 PS) bei 13.750 min−1 | 113 Nm bei 11.000 min−1 | 199 kg      | seit 2022  |
| M 1000 XR | Sporttourer   | 148 kW (201 PS) bei 12.750 min−1 | 113 Nm bei 11.000 min−1 | 223 kg      | seit 2024  |

### F-Reihe

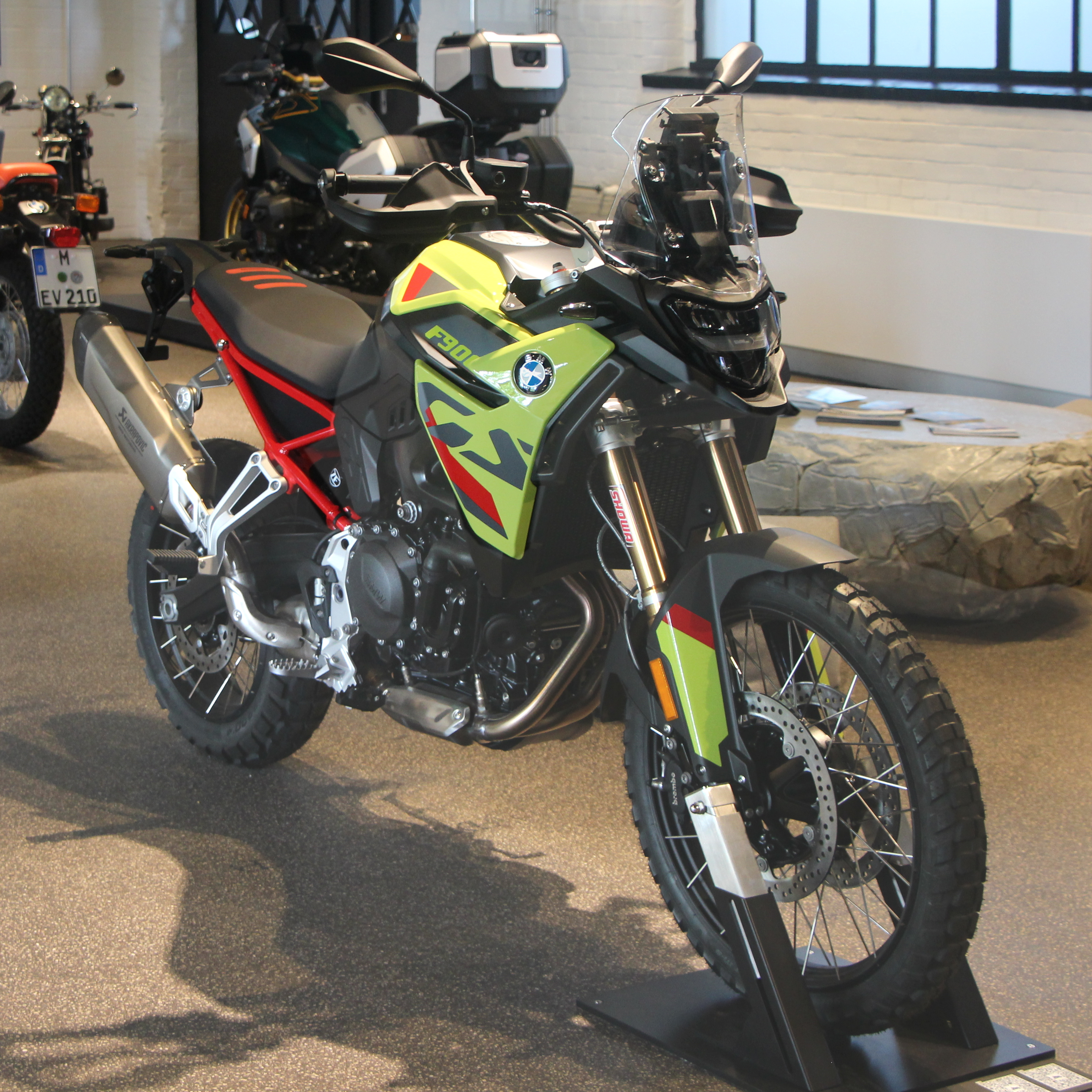
F 900 GS (seit 2023)

Die F-Reihe besteht abgesehen von der F 650 und F 650 GS mit Einzylinder Motoren bis 2007 aus Modellen, die von einem quer eingebauten, wassergekühlten Zweizylinder-Viertaktmotor (Parallel-Twin) angetrieben werden. Der Motor wurde nicht von BMW selbst, sondern bis 2018 von Rotax gefertigt, danach vom chinesischen Kooperationspartner Loncin industrial Group Co., Ltd, Chongqing. Die Reihe bildet die Mittelklasse der BMW-Motorrad-Produktpalette. Als Sekundärantrieb wird bei den von 2006 bis 2019 produzierten Modellen F 800 S/ST und F 800 GT ein Zahnriemen verwendet. Alle anderen Modelle werden mit einer Kette angetrieben.
| Modell             | Typ         | Hubraum | Maximalleistung | Drehmoment | Leergewicht | Produktion                                    |
| ------------------ | ----------- | ------- | --------------- | ---------- | ----------- | --------------------------------------------- |
| F 800 GS           | Reiseenduro | 895 cm³ | 64 kW (87 PS)   | 91 Nm      | 227 kg      | seit Ende 2023 gleichnamiges Modell 2008–2018 |
| F 900 GS           | Reiseenduro | 895 cm³ | 77 kW (105 PS)  | 93 Nm      | 219 kg      | seit 2024                                     |
| F 900 GS Adventure | Reiseenduro | 895 cm³ | 77 kW (105 PS)  | 93 Nm      | 246 kg      | seit 2024                                     |
| F 900 R            | Naked Bike  | 895 cm³ | 77 kW (105 PS)  | 92 Nm      | 208 kg      | seit 2020                                     |
| F 900 XR (A2)      | Sporttourer | 895 cm³ | 77 kW (105 PS)  | 92 Nm      | 216 kg      | seit 2020                                     |

### G-Reihe

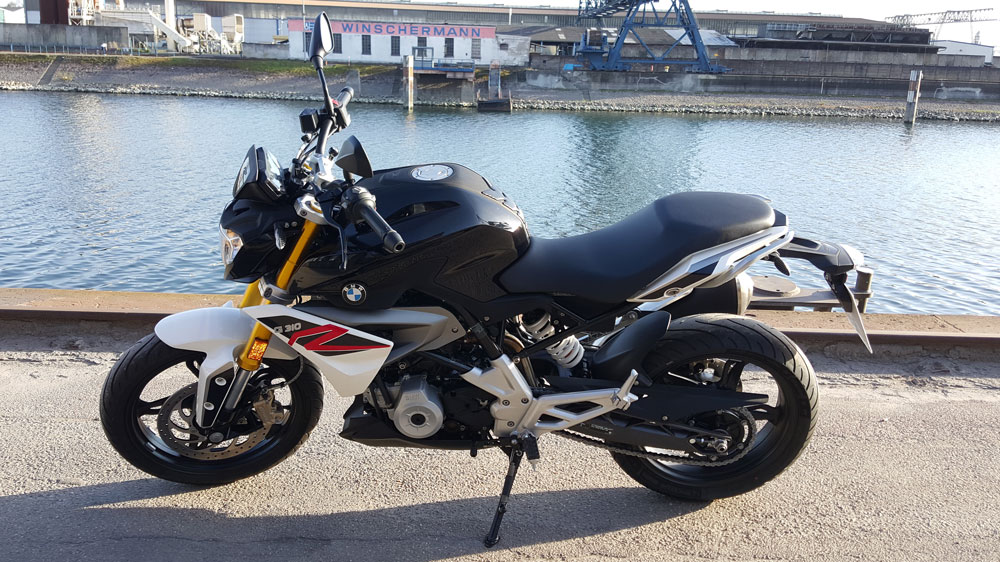
BMW G 310 R

Die als Einsteiger-Klasse betrachtete G-Reihe besteht ausschließlich aus Modellen mit wassergekühltem Einzylindermotor und 313 cm³ Hubraum. Die Motorräder der aktuellen Modellreihe werden nicht von BMW selbst, sondern von dem indischen Hersteller TVS Motor Company in Hosur im Bundesstaat Tamil Nadu gefertigt. Unter allen BMW-Motorrädern dürfen nur diese ungedrosselt mit einem A2-Führerschein (bis 35 kW) gefahren werden.
| Modell   | Typ         | Maximalleistung              | Drehmoment           | Leergewicht | Produktion |
| -------- | ----------- | ---------------------------- | -------------------- | ----------- | ---------- |
| G 310 R  | Naked Bike  | 25 kW (34 PS) bei 9250 min−1 | 28 Nm bei 7500 min−1 | 164 kg      | seit 2016  |
| G 310 GS | Reiseenduro | 25 kW (34 PS) bei 9250 min−1 | 28 Nm bei 7500 min−1 | 175 kg      | seit 2017  |

### C-Reihe

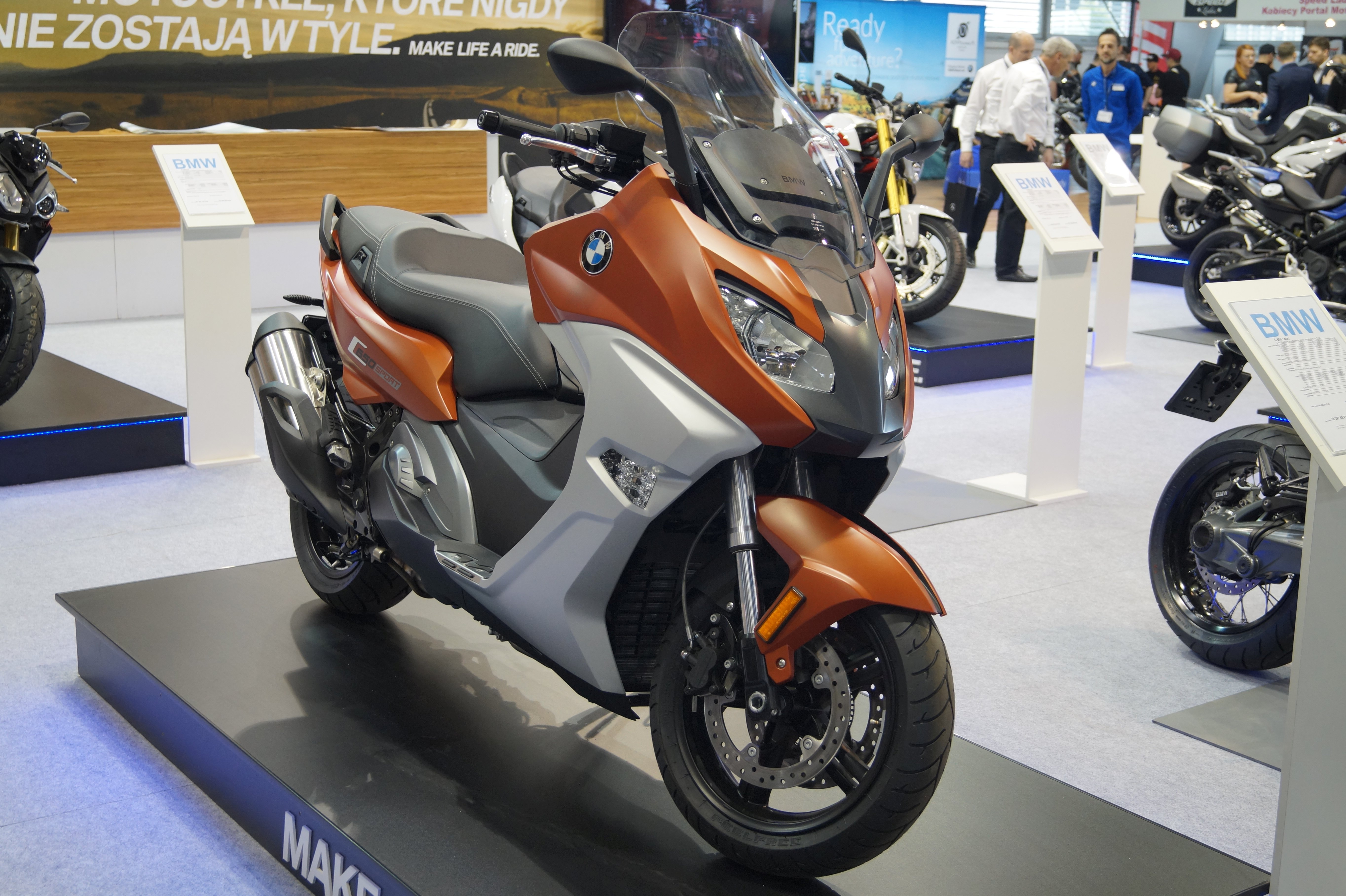
BMW C650 Sport

| Modell       | Typ             | Motor                                           | Hubraum/Nennleistung | Maximalleistung              | Drehmoment           | Leergewicht  | Reichweite   | Produktion |
| ------------ | --------------- | ----------------------------------------------- | -------------------- | ---------------------------- | -------------------- | ------------ | ------------ | ---------- |
| C 400 GT     | Midsize-Scooter | Wassergekühlter Einzylinder-Viertaktmotor       | 350 cm³              | 25 kW (34 PS) bei 7500 min−1 | 35 Nm bei 5750 min−1 | 219 kg       |              | seit 2019  |
| C 400 X      | Midsize-Scooter | Wassergekühlter Einzylinder-Viertaktmotor       | 350 cm³              | 25 kW (34 PS) bei 7500 min−1 | 35 Nm bei 5750 min−1 | 208 kg       |              | seit 2018  |
| CE 02 (LR4)  | E-Motorroller   | Fremderregter luftgekühlter Synchronmotor       | 6 / 3,2 kW           | 11 / 4 kW                    | 55 / 45 Nm           | 132 / 119 kg | 95 / > 45 km | seit 2024  |
| CE 04 (LR11) | E-Motorroller   | Permanenterregter wassergekühlter Synchronmotor | 15 / 11 kW           | 31 / 23 kW                   | 62 Nm                | 231 kg       | 130 / 100 km | seit 2021  |

### Behördenmotorräder

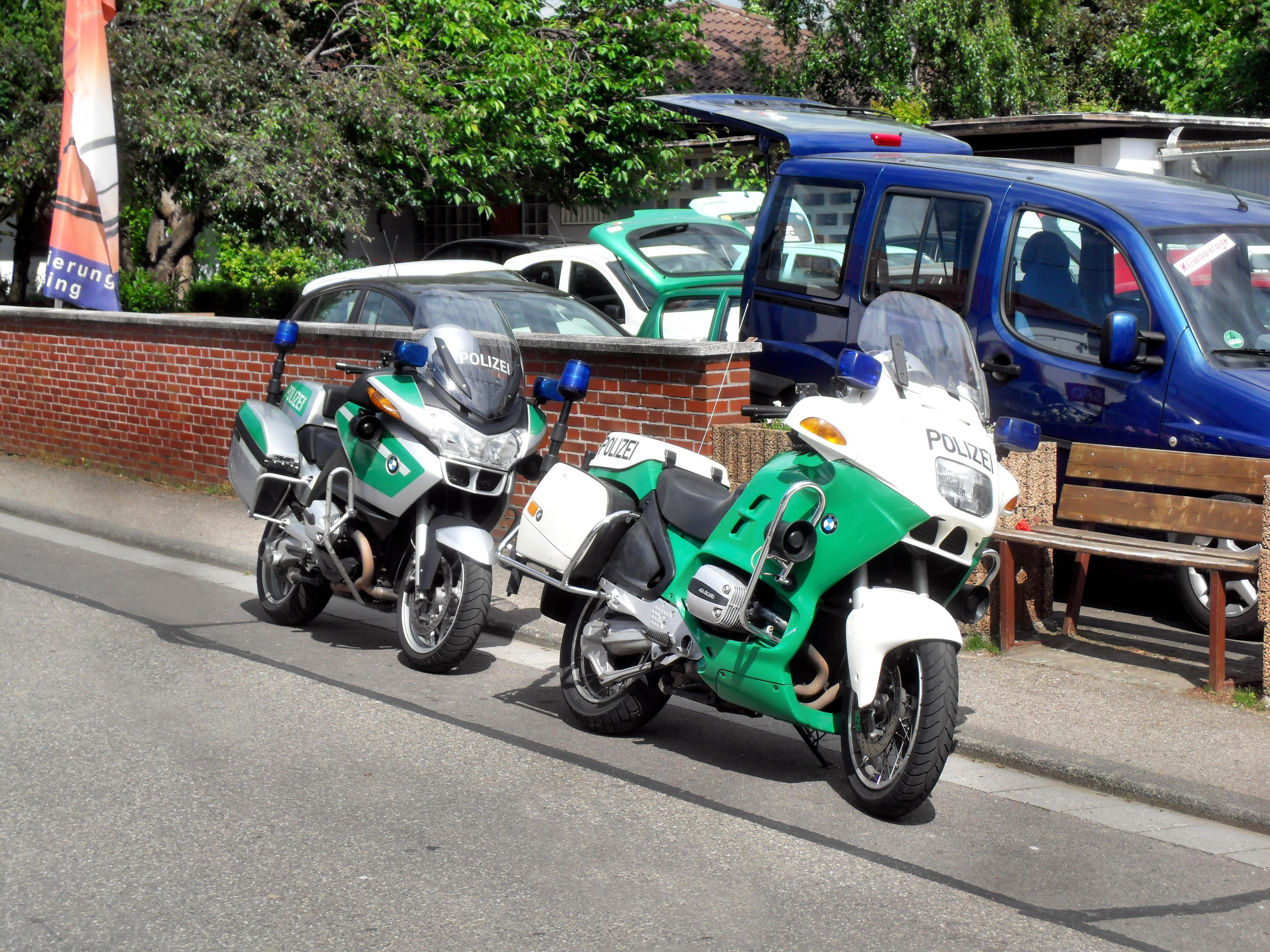
BMW-Motorräder der Polizei Rheinland-Pfalz (2009)

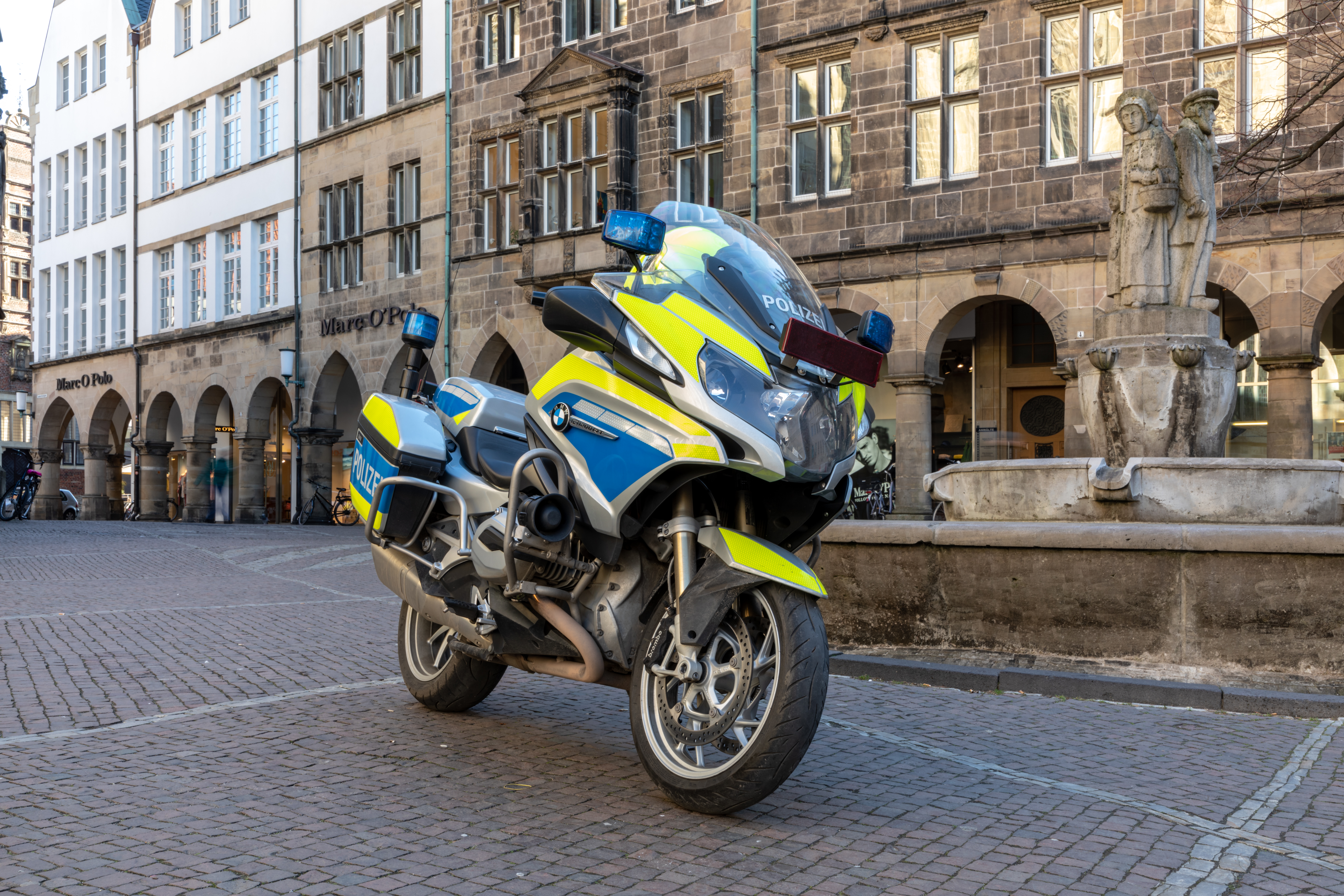
BMW R 1200 RT in Münster 2019

Die deutschen Bundesländer statteten ihre Kraftradstaffeln fast ausnahmslos mit Fahrzeugen von BMW aus. Auf Grund gesetzlicher Vorgaben ist heute in der Regel eine europaweite Ausschreibung notwendig. Dabei erhielten z. B. in Berlin (2008) und in Hessen (2005) aus wirtschaftlichen Gründen Moto Guzzi (Norge) oder Yamaha den Zuschlag. Die Ausschreibung 2012 für Behördenmotorräder in Berlin konnte allerdings, wie auch in Hessen (2010), wieder BMW mit der R 900 RT für sich entscheiden.
Unter anderem fährt die Polizei in folgenden Staaten Polizeimotorräder von BMW: Niederlande, Frankreich, Italien, Österreich, Schweiz, Kroatien, Dänemark, Spanien (Guardia Civil), Polen, Russland, Großbritannien, Algerien, USA, Ägypten, Äthiopien, Thailand, Kuwait, Kosovo und der Republik China (Taiwan).
Zurzeit (Herbst 2021) vertreibt BMW die Modelle F 750 GS, F 850 GS und R 1250 RT als Behördenmotorräder mit entsprechender Sonderausstattung. im Herbst 2021 wurde die Behördenversion des E-Scooters CE 04 vorgestellt.

## Weltweite Absatzzahlen
| Jahr | Absatz  | Zum Vorjahr in % |
| ---- | ------- | ---------------- |
| 1999 | 65.168  | n. b.            |
| 2000 | 81.263  | +24,69 %         |
| 2001 | 95.327  | +17,3 %          |
| 2002 | 103.020 | +8,07 %          |
| 2003 | 92.962  | −9,77 %          |
| 2004 | 92.266  | −0,75 %          |
| 2005 | 97.474  | +5,64 %          |
| 2006 | 100.064 | +2,66 %          |
| 2007 | 102.467 | +2,40 %          |
| 2008 | 101.000 | −1,43 %          |
| 2009 | 87.000  | −13,86 %         |
| 2010 | 98.047  | +12,7 %          |
| 2011 | 104.286 | +6,36 %          |
| 2012 | 106.358 | +1,99 %          |
| 2013 | 115.215 | +8,33 %          |
| 2014 | 123.495 | +7,19 %          |
| 2015 | 136.963 | +10,9 %          |
| 2016 | 145.032 | +5,89 %          |
| 2017 | 164.153 | +13,18 %         |
| 2018 | 165.566 | +0,86 %          |
| 2019 | 175.162 | +5,8 %           |
| 2020 | 169.272 | −3,36 %          |
| 2021 | 194.261 | +14,76 %         |
| 2022 | 202.895 | +4,44 %          |
| 2023 | 209.257 | +3,14 %          |

## Trivia
In Fankreisen werden BMW-Motorräder als „Beamer“ bezeichnet. Die Bezeichnung stammt aus dem englischsprachigen Raum, wo die Abkürzung schwieriger auszusprechen ist.
Seit 2002 finden die BMW Motorrad Days in Garmisch-Partenkirchen statt. Bei der Erstauflage der Veranstaltung in Seefeld in Tirol lautete der Name noch Bikermeeting.